# 3. November
Der 3. November ist der 307. Tag des gregorianischen Kalenders (der 308. in Schaltjahren), somit bleiben 58 Tage bis zum Jahresende.

## Ereignisse

### Politik und Weltgeschehen
- 0644: In Mekka wird der zweite Kalif, ʿUmar ibn al-Chattāb, von einem persischen Sklaven ermordet.
- 1444: Herzog Gerhard von Jülich-Berg besiegt im Zweiten Geldrischen Erbfolgekrieg Arnold von Egmond, den Herzog von Geldern, in der Schlacht bei Linnich. Aus Dankbarkeit stiftet Gerhard in der Folge den Orden von St. Hubertus.

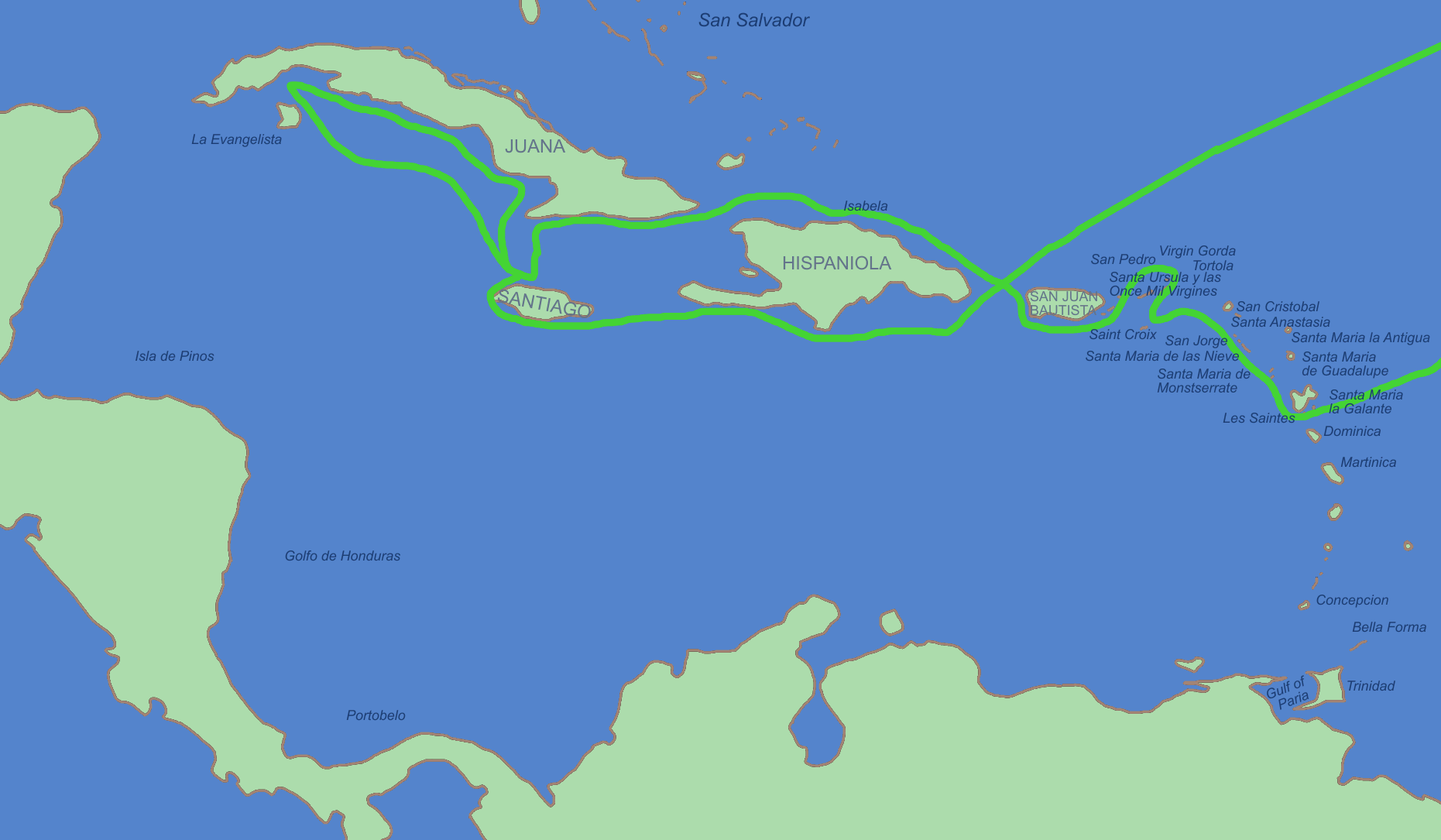
1493: Kolumbus’ zweite Reise

- 1493: Christoph Kolumbus entdeckt auf seiner zweiten Reise eine Karibikinsel, die er nach dem Tag ihrer Entdeckung Dominica nennt. Am gleichen Tag entdeckt Kolumbus auch die Insel La Désirade (Die Ersehnte).
- 1641: König Karl I. von England beruft neuerlich das Parlament ein, das später als Langes Parlament bekannt wird.
- 1656: Der Vertrag von Niemież gewährt Polen-Litauen und dem Zarentum Russland eine zweijährige Verschnaufpause im Russisch-Polnischen Krieg. Der Waffenstillstand ist durch das Eingreifen Schwedens in Polen ausgelöst worden.
- 1716: Die vom polnischen Adel gebildete Konföderation von Tarnogród und der polnische König August II. schließen in Warschau einen Friedensvertrag, den der russische Zar Peter I. maßgeblich initiiert hat.
- 1760: In der Schlacht bei Torgau, der letzten großen Schlacht im Siebenjährigen Krieg, besiegt die preußische Armee unter Friedrich dem Großen die Österreicher unter Feldmarschall Leopold Joseph Graf Daun, muss aber schwere Verluste in Kauf nehmen.

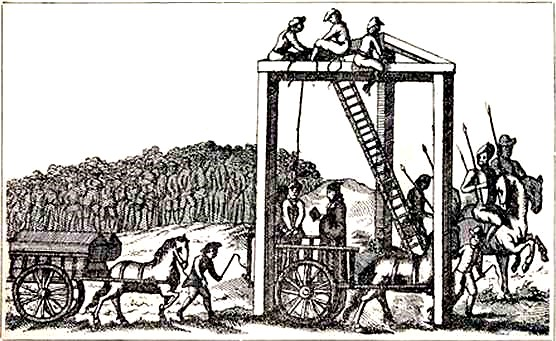
1783: Tyburn's Triple Tree

- 1783: Der Straßenräuber John Austin wird als letzter Verurteilter öffentlich am Tyburn-Galgen gehenkt.
- 1783: Die Kontinentalarmee der Vereinigten Staaten wird nach dem Frieden von Paris aufgelöst.
- 1812: Die Schlacht bei Wjasma bringt der auf dem Rückmarsch aus Russland befindlichen Grande Armée Napoleon Bonapartes eine Niederlage gegen besser motivierte russische Truppen bei.
- 1836: Die portugiesische Königin Maria II. startet die Belenzada. Damit verhilft sie nach der Septemberrevolution in Portugal den Cartisten an die Regierung. Der Putsch der Herrscherin scheitert jedoch umgehend am Widerstand der Nationalgarde, die den Setembristen zuneigt.
- 1839: Nach einem Warnschuss beginnen in Hongkong die Kampfhandlungen im Ersten Opiumkrieg, als das britische Handelsschiff Royal Saxon die britische Blockade auf dem Perlfluss durchbrechen und nach Guangzhou segeln will.
- 1847: Ein Eindringen von Einheiten des Sonderbundes in den Kanton Tessin bewirkt das Ausbrechen des Sonderbundskrieges in der Schweiz.
- 1848: Unter dem Druck von König Wilhelm II. nehmen die Generalstaaten eine neue von Johan Rudolf Thorbecke ausgearbeitete Verfassung an, die die Niederlande faktisch zur Demokratie macht.
- 1867: Giuseppe Garibaldis zweiter Versuch nach 1862, den restlichen Kirchenstaat mit seinen Freischärlern einzunehmen und die Einigung Italiens damit zu vollenden, wird von französischen und päpstlichen Truppen vereitelt.

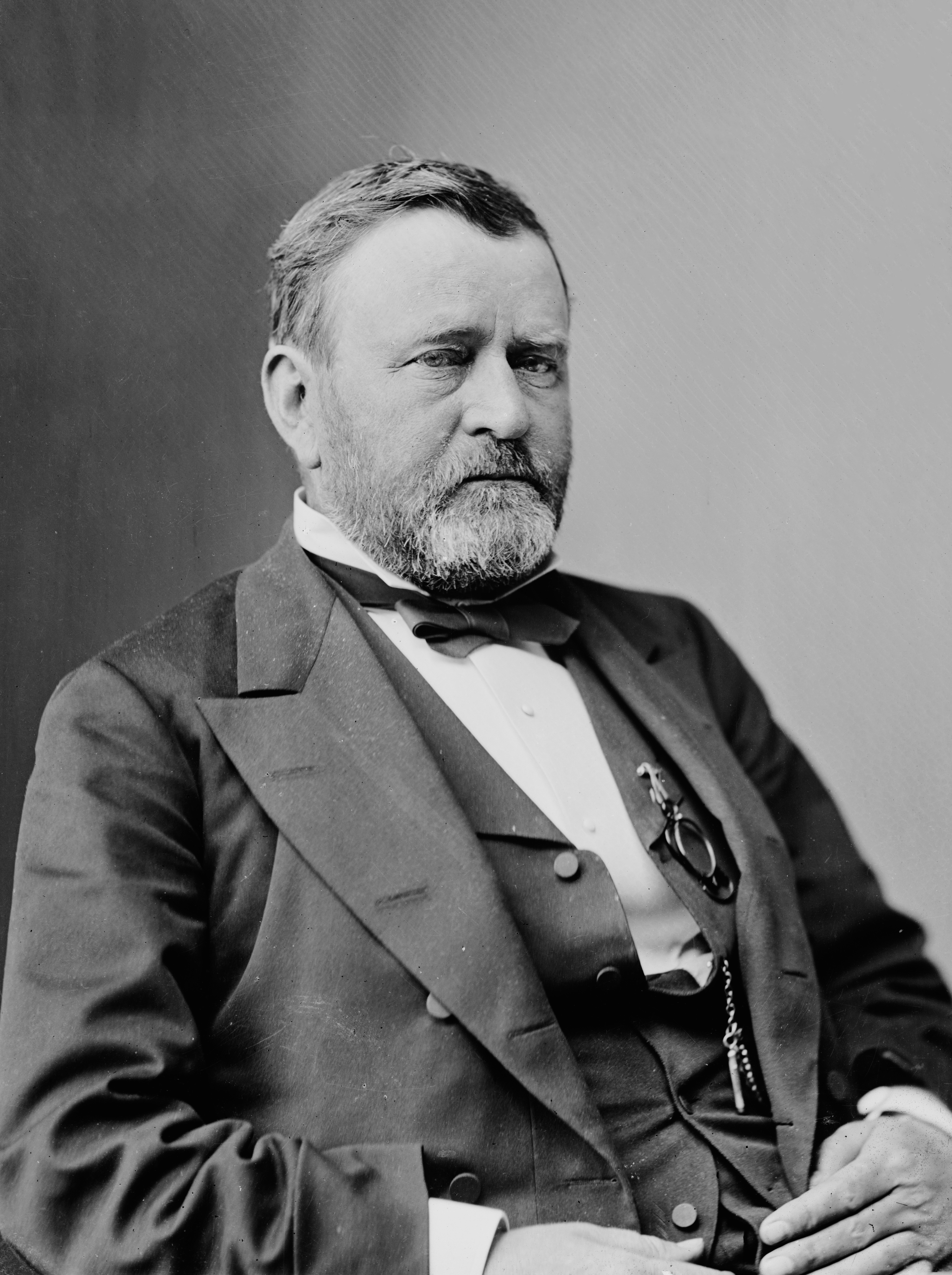
1868: Ulysses S. Grant

- 1868: Bei den Präsidentschaftswahlen in den USA besiegt der Republikaner Ulysses S. Grant den Demokraten Horatio Seymour.
- 1870: Deutsche Truppen schließen die Stadt Belfort ein. Das ist der Auftakt zur Belagerung von Belfort, der letzten kämpfenden Festung in Ostfrankreich im Deutsch-Französischen Krieg.
- 1883: Während des Mahdi-Aufstands im Sudan beginnt die entscheidende Schlacht von Scheikan zwischen den Mahdisten unter Abdallahi ibn Muhammad und einer britisch-ägyptische Armee unter William Hicks, die bis zum 5. November dauern wird.

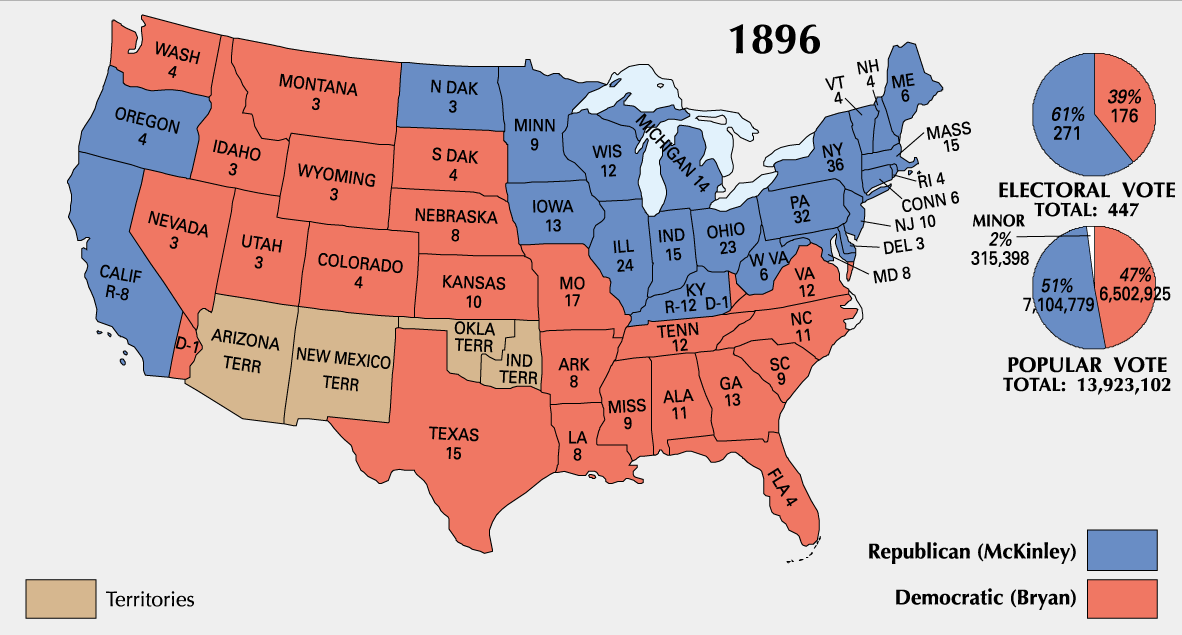
1896: Karte des Wahlergebnisses

- 1896: Bei den Präsidentschaftswahlen in den USA besiegt der Republikaner William McKinley den Demokraten William Jennings Bryan.
- 1903: „Big Stick“-Politik Theodore Roosevelts: Panama erlangt mit Hilfe der USA die Unabhängigkeit von Kolumbien, um den von Kolumbien blockierten Kanalbau zu ermöglichen.
- 1908: Bei den Präsidentschaftswahlen in den USA besiegt William Howard Taft den Demokraten William Jennings Bryan bei dessen drittem und letztem Versuch, ins Weiße Haus zu gelangen.
- 1916: Katar wird mittels Vertrag als Protektorat unter britische Schirmherrschaft gestellt.
- 1918: Der Waffenstillstand von Villa Giusti zwischen Österreich-Ungarn und Italien/der Entente, der die Niederlage Österreich-Ungarns im Ersten Weltkrieg besiegelt, wird unterzeichnet.
- 1918: Der Kieler Matrosenaufstand greift auf die Arbeiter über und löst damit die Novemberrevolution in Deutschland aus.
- 1926: Die österreichischen Sozialdemokraten beschließen das von Otto Bauer erarbeitete Linzer Programm.
- 1930: Nach einem Militärputsch im Oktober übernimmt Getúlio Dornelles Vargas das anschließend mit diktatorischen Vollmachten ausgestattete Amt des brasilianischen Präsidenten. Der gewählte Bewerber für das Präsidentenamt, Júlio Prestes, wird es niemals antreten.
- 1935: Mit der Rückkehr von König Georg II. auf den Thron endet die griechische Republik.
- 1936: Franklin D. Roosevelt siegt bei den US-Präsidentschaftswahlen gegen seinen Herausforderer Alf Landon und wird zum ersten Mal wiedergewählt.
- 1937: Im Sandarmoch wurden 265 Gefangene des Solovetsky-Spezialgefängnisses anlässlich des 20. Jahrestages der Oktoberrevolution erschossen. Darunter waren Petro Demtschuk, Hryhorij Epik, Pawlo Fylypowytsch, Myroslaw Irtschan, Mykola Kulisch, Les Kurbas, Mychajlo Losynskyj, Walerjan Pidmohylnyj, Walerjan Polischtschuk, Stepan Rudnyzkyj, Mykola Serow, Alexei Wangenheim und Marko Woronyj und viele andere Vertreter der ukrainischen Intelligenz der sogenannten hingerichteten Wiedergeburt.
- 1943: Bei der „Aktion Erntefest“ ermorden die Nationalsozialisten mehr als 43.000 Juden in drei verbliebenen Lagern im Generalgouvernement Polen: Trawniki, Poniatowa und Majdanek.
- 1946: Die neue japanische Verfassung nach einer Ausarbeitung der alliierten Besatzungsregierung wird verkündet – am 3. Mai 1947 tritt sie in Kraft.
- 1949: In der Hauptstadtfrage der Bundesrepublik Deutschland entscheiden sich die Abgeordneten des ersten Deutschen Bundestages zu Gunsten von Bonn statt Frankfurt am Main.
- 1961: Sithu U Thant wird interimistisch als Nachfolger des bei einem Flugzeugabsturz ums Leben gekommenen Dag Hammarskjöld zum Generalsekretär der Vereinten Nationen ernannt.
- 1963: Zehn Tage nach dem Grubenunglück von Lengede im niedersächsischen Lengede bei Peine gibt es von den verschütteten Bergleuten neue Lebenszeichen.
- 1964: In den USA gewinnt Lyndon B. Johnson – seit dem Attentat auf Kennedy 36. US-Präsident – die Präsidentschaftswahlen gegen seinen republikanischen Herausforderer Barry Goldwater.
- 1973: Der deutsche Außenminister Walter Scheel erreicht in Moskau eine Einigung über die Frage der Vertretung von West-Berlin durch die Bundesrepublik Deutschland.

1978: Flagge Dominicas

- 1978: Am Jahrestag seiner Entdeckung durch Christoph Kolumbus wird Dominica von Großbritannien unabhängig. Gleichzeitig wird eine neue Flagge in dem Karibikstaat eingeführt.
- 1986: Die libanesische Zeitschrift ash-Schiraa berichtet von geheimen Waffenverkäufen der USA an den Iran und löst so die Iran-Contra-Affäre aus.
- 1986: Die Föderierten Staaten von Mikronesien erlangen ihre Unabhängigkeit von den USA.
- 1989: Die DDR gestattet ihren dortigen Bürgern die direkte Ausreise aus der ČSSR in die Bundesrepublik Deutschland, nachdem erneut etwa 5.000 Menschen in die westdeutsche Botschaft in Prag gelangt sind.

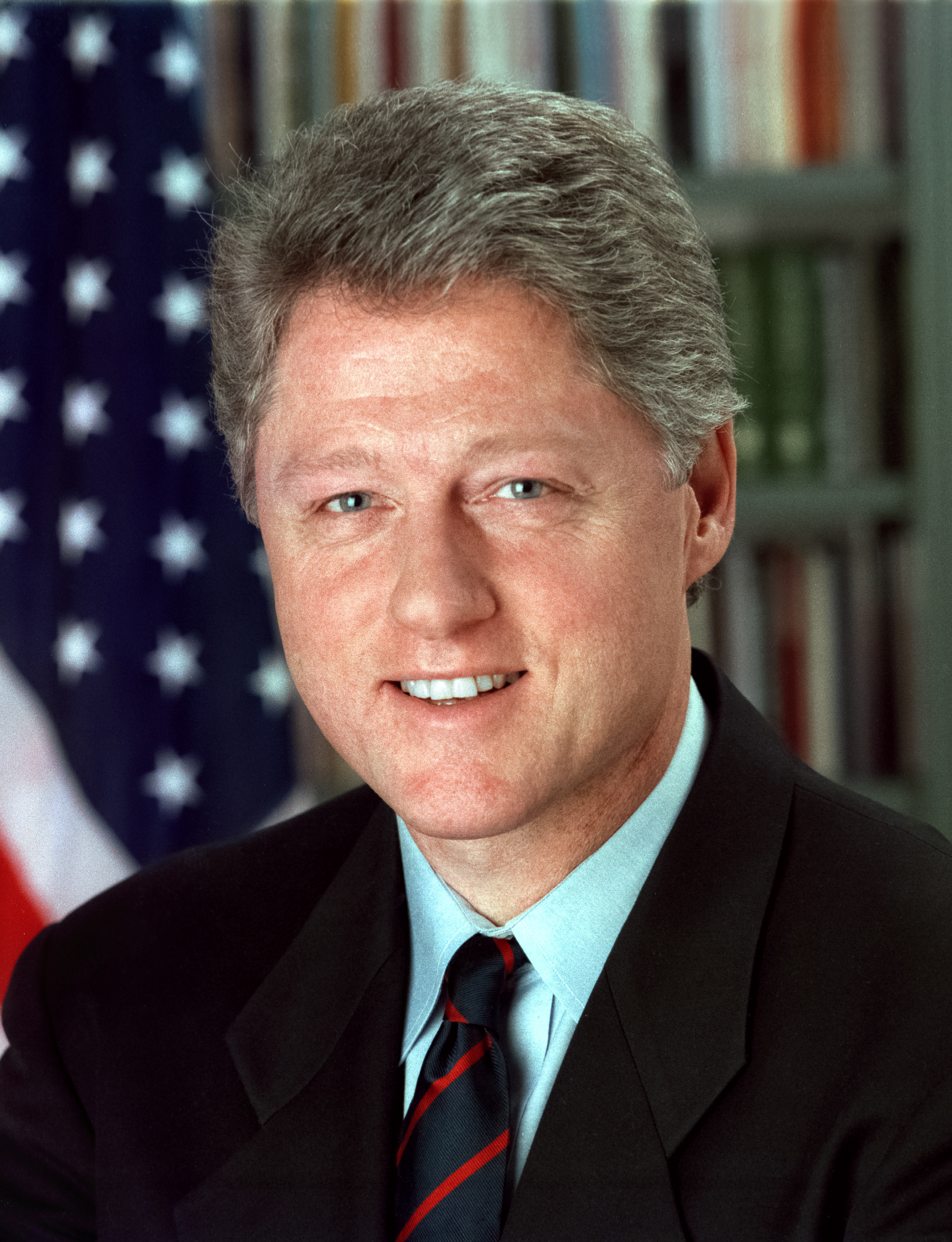
1992: Bill Clinton

- 1992: Der Demokrat Bill Clinton gewinnt die Präsidentschaftswahlen in den USA gegen den Amtsinhaber George Bush und den unabhängigen Kandidaten Ross Perot.
- 2000: Bei Wahlen in Singapur gewinnt die People’s Action Party (PAP) von Ministerpräsident Goh Chok Tong.
- 2008: In Hessen scheitert der Plan von SPD-Chefin Andrea Ypsilanti, eine von den Linken tolerierte Minderheitsregierung von SPD und Grünen zu bilden, nach Ankündigung von vier Landtagsabgeordneten ihrer Partei, bei einer Wahl zur Ministerpräsidentin Ypsilanti die Stimmen zu versagen.
- 2015: Aktivisten der Umweltorganisation Greenpeace besetzen das Braunkohlekraftwerk in Deuben.

### Wirtschaft
- 1817: Die älteste Bank Kanadas, die Bank of Montreal, eröffnet ihre erste Filiale in Montreal, Quebec.
- 1838: Als The Bombay Times and Journal of Commerce wird in Britisch-Indien die heutige Tageszeitung The Times of India gegründet.
- 1871: In Hamburg wird unter Mitwirkung namhafter hanseatischer Kaufleute die Anglo-Deutsche Bank gegründet.
- 1911: In den USA wird Chevrolet gegründet, vor allem um gegen das Ford Modell T anzutreten.
- 1914: Der Büstenhalter wird in den USA von Mary Phelps Jacob patentiert. Nach kurzer Zeit verkauft sie ihr Patent für 1.500 Dollar an die Warner Brothers Corset Company.
- 1956: In der Sendung Zwischen halb und acht des Bayerischen Rundfunks wird erstmals in der deutschen Fernsehgeschichte Werbung ausgestrahlt. Für eine Waschmittelmarke werben die Schauspieler Beppo Brem und Liesl Karlstadt.

### Wissenschaft und Technik
- 1854: Die Katholische Universität von Irland beginnt mit ihren ersten Vorlesungen.

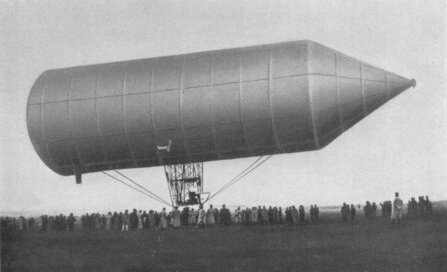
1897: Starrluftschiff

- 1897: Das erste Starrluftschiff des ein paar Monate zuvor verstorbenen Konstrukteurs David Schwarz erhebt sich auf dem Tempelhofer Feld in die Lüfte. Die Fahrt endet nach dem Ausfall der Steuerung mit einer Bruchlandung des ersten auch mit Aluminiumteilen gefertigten Luftschiffs. Der unter den Zuschauern weilende Graf Zeppelin erwirbt wenig später die Rechte.
- 1906: Alois Alzheimer stellt in einem Vortrag vor Psychiatern und Nervenärzten in Tübingen das Krankheitsbild der später nach ihm benannten Alzheimer-Krankheit vor.
- 1957: Sputnik 2 bringt mit der Hündin Laika das erste Lebewesen in der Geschichte der Raumfahrt in eine Erdumlaufbahn.
- 1969: Am Karlsplatz in Wien beginnen die Bauarbeiten für die U-Bahn Wien.
- 1971: Das „UNIX Programmers Manual“ wird  erstmals veröffentlicht.
- 1973: Die NASA startet im Rahmen ihres Mariner-Programms die Raumsonde Mariner 10 Richtung Merkur, um diesen am 29. März 1974 zu erreichen.
- 1994: Red Hat Linux 1.0 wird  veröffentlicht.
- 2014: Der Wolkenkratzer One World Trade Center in New York City wird offiziell eröffnet.

### Kultur
- 1810: Die Uraufführung der Oper La cambiale di matrimonio von Gioacchino Rossini findet am Teatro San Moisè in Venedig statt.
- 1827: Die Uraufführung der komischen Oper Le Roi et le batelier von Fromental Halévy findet an der Opéra-Comique in Paris statt.

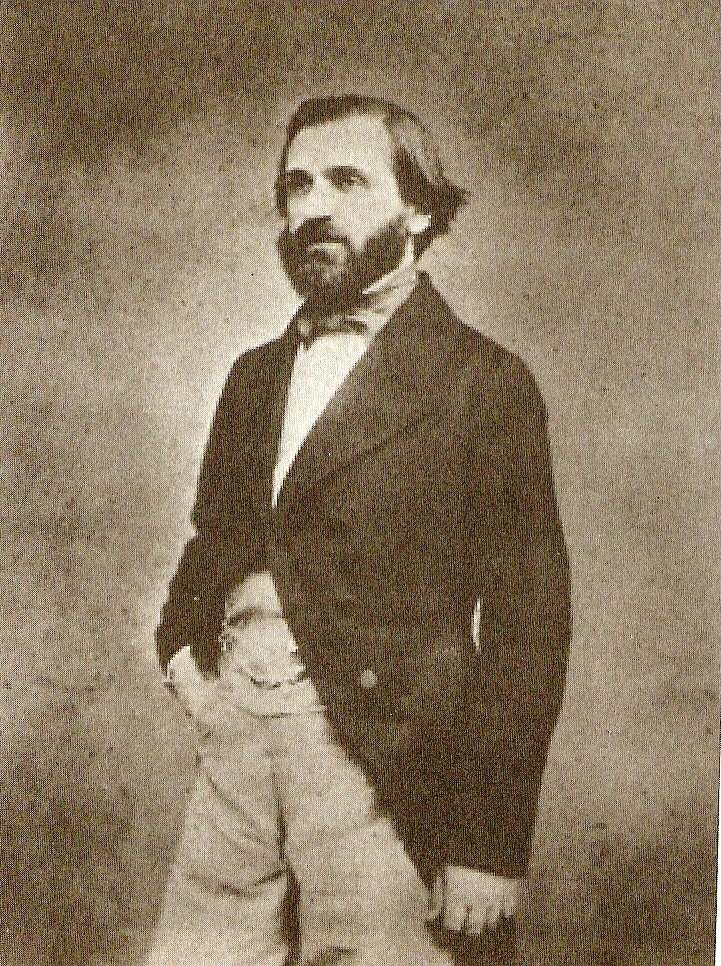
1844: Giuseppe Verdi

- 1844: Am Teatro Argentina in Rom hat Giuseppe Verdis Oper I due Foscari ihre Uraufführung. Das Libretto stammt von Francesco Maria Piave nach dem Theaterstück The Two Foscari von Lord Byron.
- 1875: Am Théâtre des Bouffes-Parisiens in Paris wird Jacques Offenbachs Operette (opéra comique) La Créole uraufgeführt.
- 1879: Bei Ausgrabungen in Olympia wird das Fragment des zur Statue der Nike des Paionios gehörenden Kopfes gefunden. Die Statue entstand um das Jahr 420 v. Chr.
- 1890: Die Uraufführung der Oper Fürst Igor von Alexander Porfirjewitsch Borodin findet an der Hofoper Sankt Petersburg statt.
- 1900: Die Uraufführung der Oper Das Märchen vom Zaren Saltan (Skaska o zarje Saltanje) von Nikolai Andrejewitsch Rimski-Korsakow findet an der Solodownikow-Privatoper in Moskau statt.
- 1925: In München hat der erste fertiggestellte (Stumm-)Film des jungen Regisseurs Alfred Hitchcock Weltpremiere. Die deutsch-britische Koproduktion The Pleasure Garden (Irrgarten der Leidenschaft) mit Virginia Valli erntet durchwegs positive Kritiken.

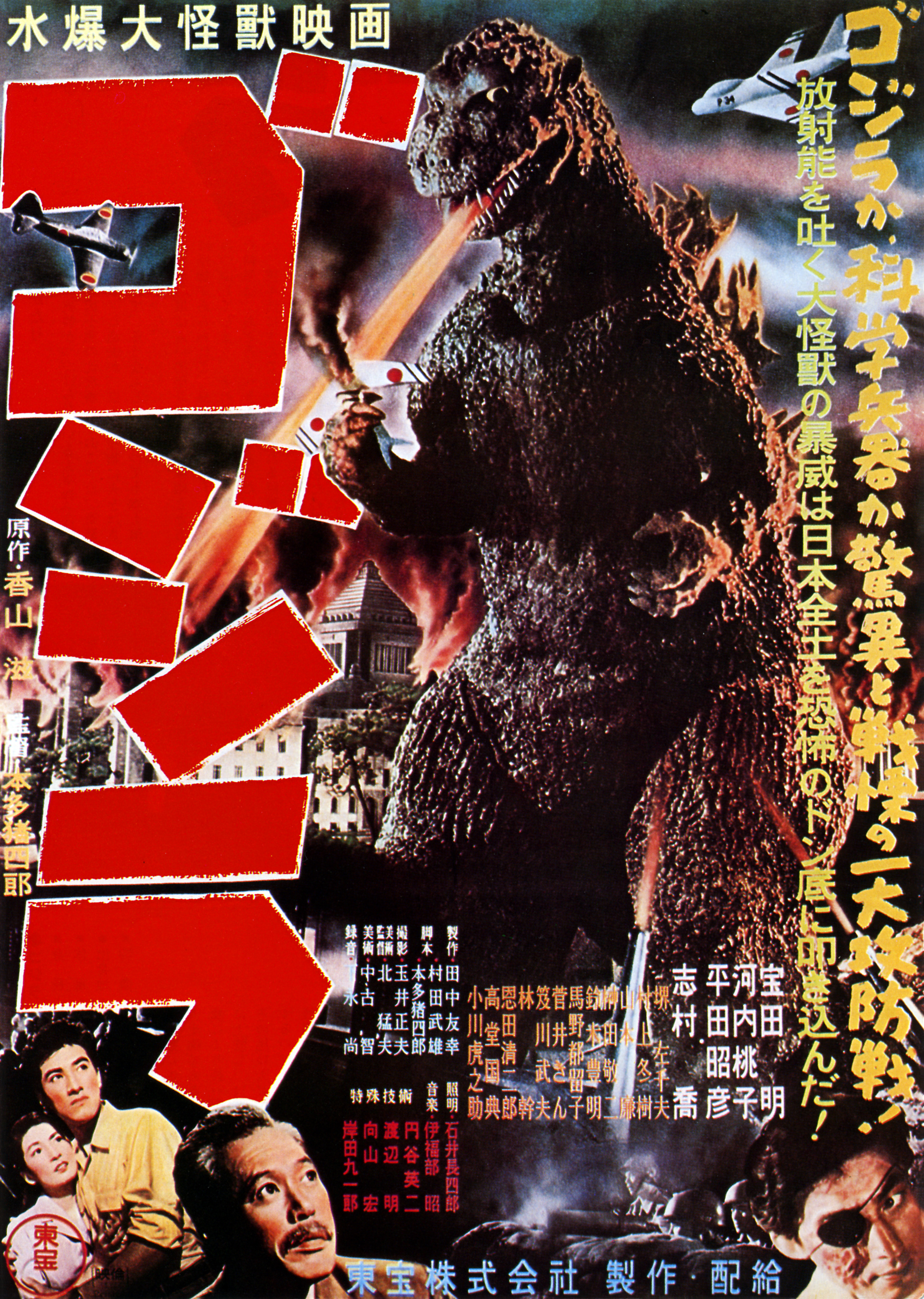
1954: Plakat des ersten Films über Godzilla

- 1954: Der erste einer Reihe von bisher 28 Godzilla-Filmen wird in Japan uraufgeführt.
- 1960: Das Musical The Unsinkable Molly Brown über das Leben der Frauenrechtlerin und Titanic-Überlebenden Molly Brown wird am Broadway uraufgeführt. Musik und Liedtexte stammen von Meredith Willson, das Buch von Richard Morris, das Stück erlebt über 530 Vorstellungen.
- 2000: Die Sängerin Enya veröffentlicht das Lied Only Time, das rund ein Jahr später als musikalische Untermalung der Fernsehübertragungen zu den Terroranschlägen am 11. September 2001 größere Bekanntheit erreicht.

### Religion
- 0625: Das Pontifikat von Papst Honorius I. beginnt.
- 1534: Mit der Suprematsakte akzeptiert das Parlament König Heinrich VIII. als künftiges Oberhaupt der englischen Kirche.
- 1655: In der Innsbrucker Hofkirche tritt die frühere schwedische Königin Christina öffentlich zum katholischen Glauben über.
- 1815: Fast drei Jahrhunderte nach ihrem Entstehen endet mit dem Duldungsedikt die Verfolgung der Schweizer Täufer wegen ihres Glaubens.

### Katastrophen
- 1706: In den Abruzzen ereignet sich im Raum Sulmona ein Erdbeben, das neben Sachschäden mehr als tausend Tote verursacht.

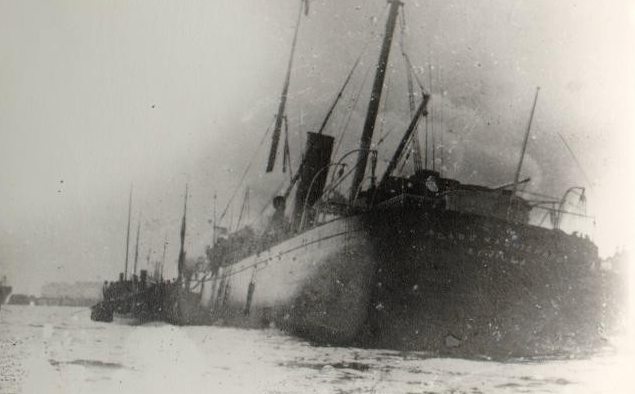
1893: Der brennende Frachter Cabo Machichaco

- 1893: Im Hafen von Santander explodiert der Frachter Cabo Machichaco, der auch Dynamit geladen hat, nach einem an Bord ausgebrochenen Brand. Die Explosion löst ein Erdbeben aus, welches noch in acht Kilometer Entfernung erfasst werden kann. 590 Menschen sterben, 525 werden verletzt.
- 1966: Wirbelstürme im Golf von Bengalen fordern mehr als 1.000 Menschenleben.
- 1982: Der Zusammenstoß eines Tanklastwagens mit einem im Konvoi fahrenden sowjetischen Militärlastwagen führt im 2,7 km langen Salang-Tunnel nördlich von Kabul in Afghanistan zu einer Explosion und zum Tod von möglicherweise mehr als 2.000 Menschen.

Kleinere Unglücksfälle sind in den Unterartikeln von Katastrophe und in der Liste von Katastrophen aufgeführt.

### Sport
- 1991: Der Brasilianer Ayrton Senna wird zum dritten Mal Fahrerweltmeister in der Formel 1. Er war in dieser Saison von Beginn an Gesamtführender und siegt im abschließenden Rennen um den Großen Preis von Australien auf dem Adelaide Street Circuit.

Einträge von Leichtathletik-Weltrekorden befinden sich unter der jeweiligen Disziplin unter Leichtathletik.

## Geboren

### Vor dem 18. Jahrhundert

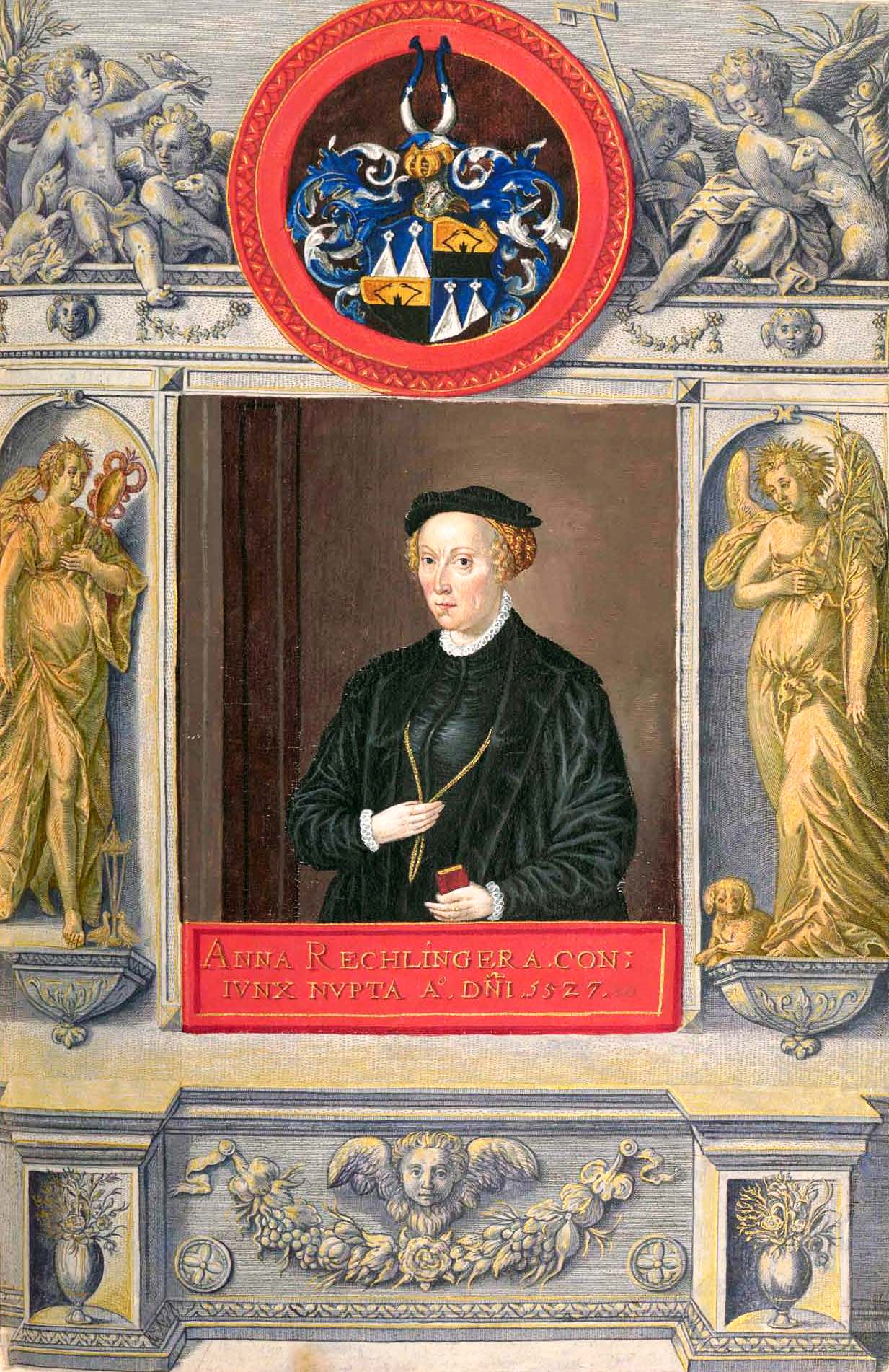
Anna Fugger (* 1505)

- 0039: Marcus Annaeus Lucanus, römischer Dichter
- 1500: Benvenuto Cellini, italienischer Goldschmied, Medailleur und Bildhauer
- 1505: Anna Fugger, Augsburger Patrizierin und Ehefrau von Anton Fugger
- 1505: Achilles Pirminius Gasser, deutscher Historiker, Arzt, Medizinschriftsteller und Astrologe
- 1527: Tilemann Hesshus, deutscher lutherischer Theologe
- 1558: Thomas Kyd, englischer Dramatiker
- 1560: Annibale Carracci, italienischer Maler
- 1566: Charles de Bourbon, Graf von Soissons und Vizekönig von Neufrankreich
- 1604: Osman II., Sultan des Osmanischen Reiches
- 1624: Jean II. d’Estrées, Marschall und Vizeadmiral von Frankreich
- 1618: Muhammad Aurangzeb Alamgir, Großmogul von Indien
- 1619: Willem Kalf, niederländischer Maler (Taufdatum)
- 1635: Johann Christoph Sturm, deutscher Astronom und Mathematiker
- 1677: Euphrosyne Auen, deutsche Dichterin
- 1685: Theophilus Grabener, deutscher Pädagoge
- 1689: Charles-Daniel Prince, Schweizer evangelischer Geistlicher
- 1700: Christian Ludwig von Hardenberg, hannoverscher Feldmarschall

### 18. Jahrhundert
- 1706: Franz Leonhard Roth, Bürgermeister von Heilbronn
- 1707: Bernardino Galliari, italienischer Maler
- 1718: John Montagu, 4. Earl of Sandwich, britischer Diplomat und Staatsmann
- 1723: Johann Christoph Rudolph, deutscher Jurist und Hochschullehrer
- 1743: Angelo Agnoletto, italienischer Theologe

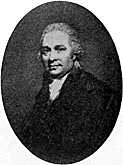
Daniel Rutherford (* 1749)

- 1749: Daniel Rutherford, britischer Chemiker und Botaniker
- 1756: Pierre Laromiguière, französischer Philosoph
- 1757: Robert Smith, US-amerikanischer Außenminister
- 1759: Giuseppe Gherardeschi, italienischer Komponist
- 1769: Ernst Gottlieb Bengel, deutscher Theologe
- 1774: Gottlieb Friedrich Wagner, deutscher Lehrer, Politiker und schwäbischer Mundartdichter
- 1780: Victor Dourlen, französischer Komponist
- 1784: Antonín Mánes, tschechischer Maler und Zeichner der Romantik
- 1788: Peter Leopold Kaiser, deutscher Bischof
- 1793: Stephen F. Austin, US-amerikanischer Politiker, Gründer der Republik Texas
- 1793: Bernhard Karl Wyss, Schweizer evangelischer Geistlicher und Hochschullehrer
- 1794: William Cullen Bryant, US-amerikanischer Schriftsteller

### 19. Jahrhundert

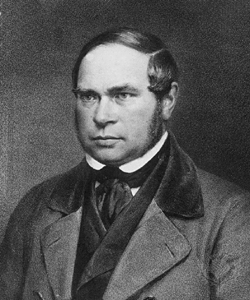
Karl Baedeker (* 1801)

- 1801: Karl Baedeker, deutscher Verleger
- 1801: Vincenzo Bellini, italienischer Komponist

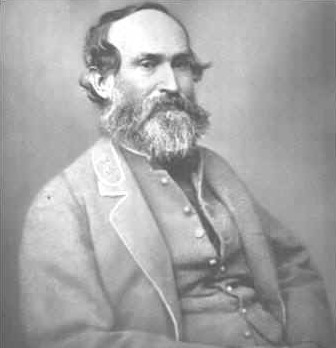
Jubal Anderson Early (* 1816)

- 1816: Jubal Anderson Early, US-amerikanischer Offizier, General der Konföderierten im Sezessionskrieg
- 1820: Carl Friedrich Wilhelm Böttcher, deutscher Orgelbauer
- 1820: Anton Josef Gruscha, österreichischer Geistlicher, Erzbischof von Wien, Kardinal
- 1828: Joseph Hellmesberger sen., österreichischer Violinist, Dirigent und Komponist
- 1830: Jacob Maarten van Bemmelen, niederländischer Chemiker
- 1837: Max Adamo, deutscher Historienmaler und Illustrator
- 1839: Pomaré V., König von Tahiti
- 1846: Ernst Koerner, deutscher Maler
- 1849: Georg Goetz, deutscher Altphilologe
- 1852: Meiji, Kaiser von Japan
- 1857: Traugott Leuckart von Weißdorf, sächsischer General der Kavallerie
- 1860: David Simons, niederländischer Rechtswissenschaftler
- 1863: Alfred Pérot, französischer Physiker
- 1864: Hans Stumme, deutscher Orientalist und Linguist
- 1864: Valentin von Massow, deutscher Offizier und Kolonialbeamter
- 1867: Martin Wilhelm Kutta, deutscher Mathematiker
- 1868: Karl Kalbfleisch, deutscher Altphilologe
- 1871: Hanns Heinz Ewers, deutscher Schriftsteller
- 1875: Emīls Dārziņš, lettischer Dirigent, Musikkritiker, Pädagoge und Komponist
- 1876ː Ida Krone, deutsche Dompteurin, Ehefrau von Carl Krone, nach dessen Tod Eigentümerin des Circus Krone
- 1877: Carlos Ibáñez del Campo, chilenischer Militär und Politiker, Minister, Staatspräsident
- 1879: Jean Porporato, französischer Automobilrennfahrer
- 1882: Jakub Kolas, belarussischer Dichter und Schriftsteller
- 1887: Magda Spiegel, deutsche Konzert- und Opernsängerin, Holocaustopfer
- 1888: Roland Betsch, deutscher Ingenieur und Schriftsteller
- 1888: Jaska Saarivuori, finnischer Kunstturner
- 1889: Heinrich Campendonk, deutscher Künstler

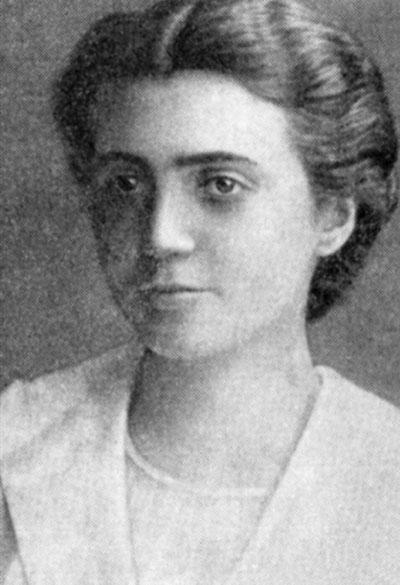
Łucja Frey (* 1889)

- 1889ː Łucja Frey-Gottesman, polnische Philosophin und Medizinerin, Opfer der Shoa
- 1889: Rezső Seress, ungarischer Pianist und Komponist
- 1892: Jur Haak, niederländischer Fußballspieler
- 1893: Angelo Jelmini, Schweizer Geistlicher, Bischof von Lugano
- 1893: Carl Stephenson, österreichisch-deutscher Autor und Verleger
- 1894: Newton Pádua, brasilianischer Komponist
- 1896: Erika Abels d’Albert, österreichische Malerin, Grafikerin und Modedesignerin
- 1900: Adolf Dassler, deutscher Erfinder und Unternehmer, Gründer von Adidas
- 1900: Kurt Mothes, deutscher Botaniker
- 1900: Carola Neher, deutsche Schauspielerin

### 20. Jahrhundert

#### 1901–1925

Alma Rosé (* 1906)

- 1901: Al LeConey, eigentlich Jeremiah Alfred LeConey, US-amerikanischer Sprinter
- 1901: Leopold III., belgischer König
- 1901: André Malraux, französischer Schriftsteller und Politiker
- 1902: Bill Adams, englischer Fußballspieler
- 1902: Mary Parker, deutsche Schauspielerin
- 1903: Karel Bodlák, tschechischer Literaturkritiker, Dichter und Lehrer
- 1903: Archangelus Löslein, deutscher Kapuzinerpater
- 1904: Jānis Kalniņš, kanadischer Komponist
- 1904: Fritz Manasse, deutscher Jurist
- 1904: Franz Varelmann, deutscher Politiker, MdB
- 1905: Joseph H. Ball, US-amerikanischer Politiker
- 1905: Namikoshi Tokujirō, japanischer Begründer der Shiatsu-Therapie
- 1906: Hermann Herbold, deutscher Ruderer
- 1906ː Alma Rosé, österreichische Violinistin, Opfer der Shoah
- 1907: Pius Hollenstein, österreichischer Turner
- 1907: Gerhard Müller, deutscher klassischer Philologe
- 1907: Frank Séchehaye, Schweizer Fußballtorhüter und Automobilrennfahrer
- 1908: Bronko Nagurski, kanadischer American-Football-Spieler
- 1908: Alexei Pawlowitsch Sokolski, sowjetischer Schachmeister
- 1909: Marcel Anghelescu, rumänischer Schauspieler
- 1909: Felix Brodtbeck, Schweizer Chorleiter und Organist

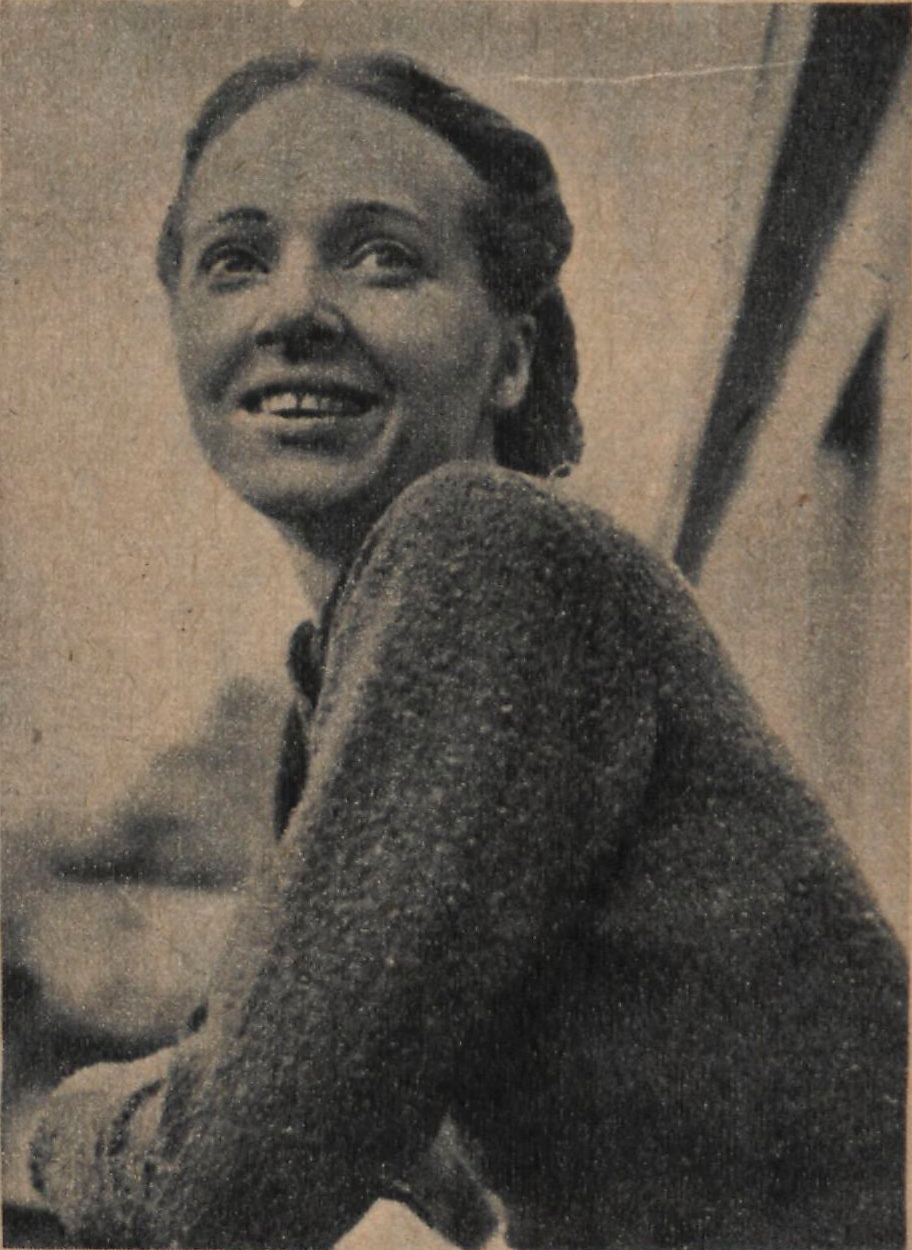
Marie-Claude Vaillant-Couturier (* 1912)

- 1909: Herbert Haufrecht, US-amerikanischer Komponist und Folkloreforscher
- 1911: Rosa Alarco Larrabure, peruanische Musikwissenschaftlerin, Komponistin und Chorleiterin
- 1911: Karl Bodmer, deutscher Motorradrennfahrer
- 1911: Vladimir Ussachevski, russisch-US-amerikanischer Komponist
- 1912: Mieczysław Drobner, polnischer Komponist, Dirigent, Musikwissenschaftler und -pädagoge
- 1912: Alfredo Stroessner, paraguayischer Militär und Politiker
- 1912ː Marie-Claude Vaillant-Couturier, französische Journalistin, Mitglied der Résistance
- 1913: Curt Hjelm, schwedischer Fußballspieler
- 1913: Marika Rökk, deutsch-österreichische Tänzerin und Schauspielerin
- 1914: Leo Bardischewski, deutscher Schauspieler und Synchronsprecher
- 1915: Henryk Hubertus Jabłoński, polnischer Komponist und Musikpädagoge
- 1915: Hal Jackson, US-amerikanischer Radiomoderator
- 1917: Wladimir Bonew, bulgarischer Politiker
- 1917: Conor Cruise O’Brien, irischer Politiker, MdEP und Journalist
- 1919: Květa Legátová, tschechische Schriftstellerin
- 1921: Charles Bronson, US-amerikanischer Schauspieler
- 1923: Carl-Ludwig Furck, deutscher Erziehungswissenschaftler
- 1923: Yamaguchi Hitomi, japanischer Schriftsteller
- 1924: Stefan Brecht, US-amerikanischer Schriftsteller
- 1924: Yamasaki Toyoko, japanische Schriftstellerin
- 1925ː Lucille Barkley, US-amerikanische Schauspielerin
- 1925: Robert Quarry, US-amerikanischer Schauspieler
- 1925: Dieter Wellershoff, deutscher Schriftsteller

#### 1926–1950

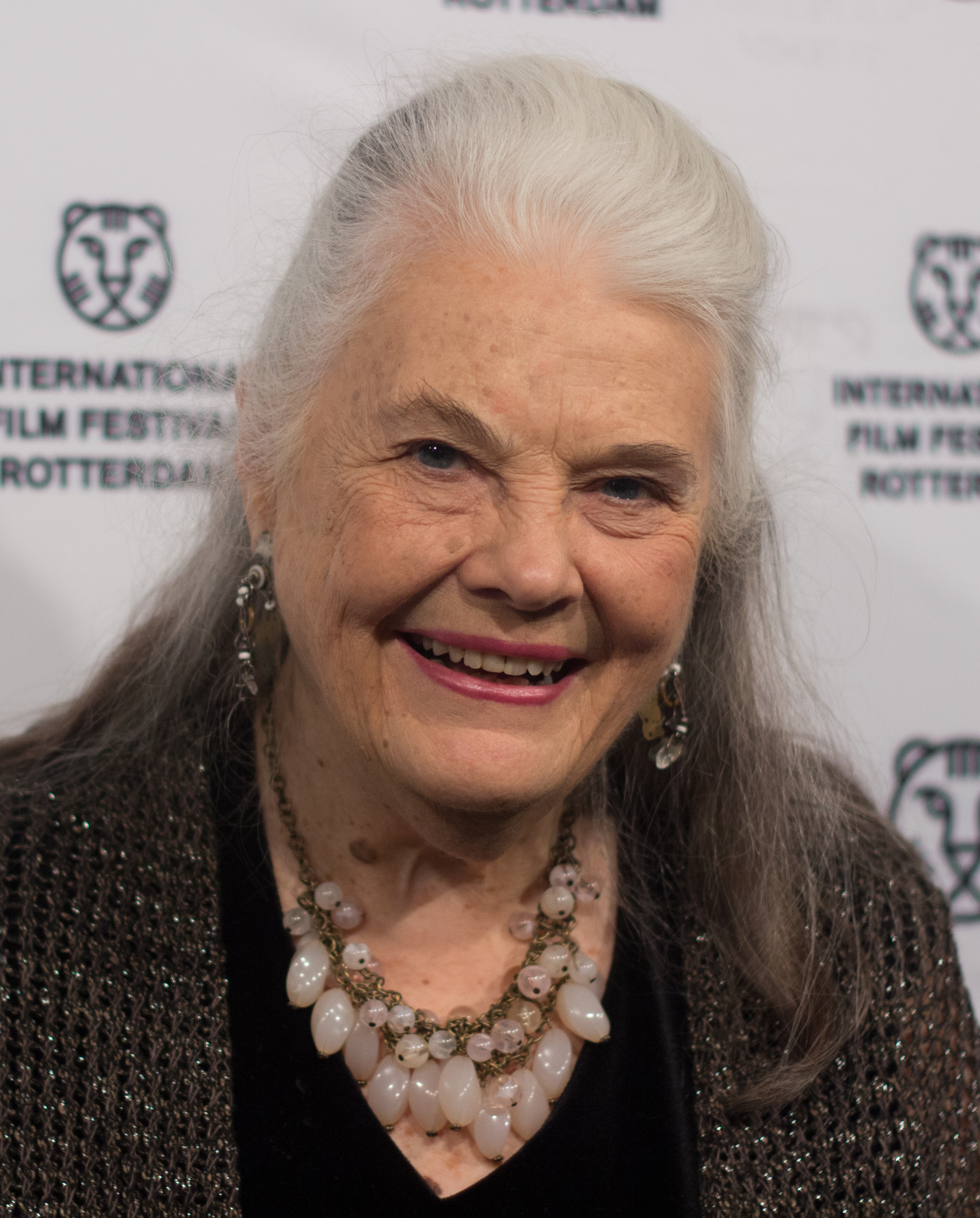
Lois Smith (* 1930)
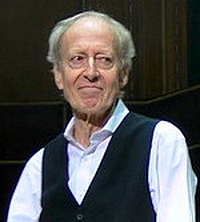
John Barry (* 1933)
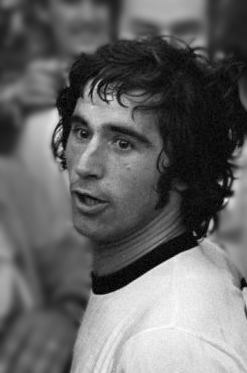
Gerd Müller (* 1945)
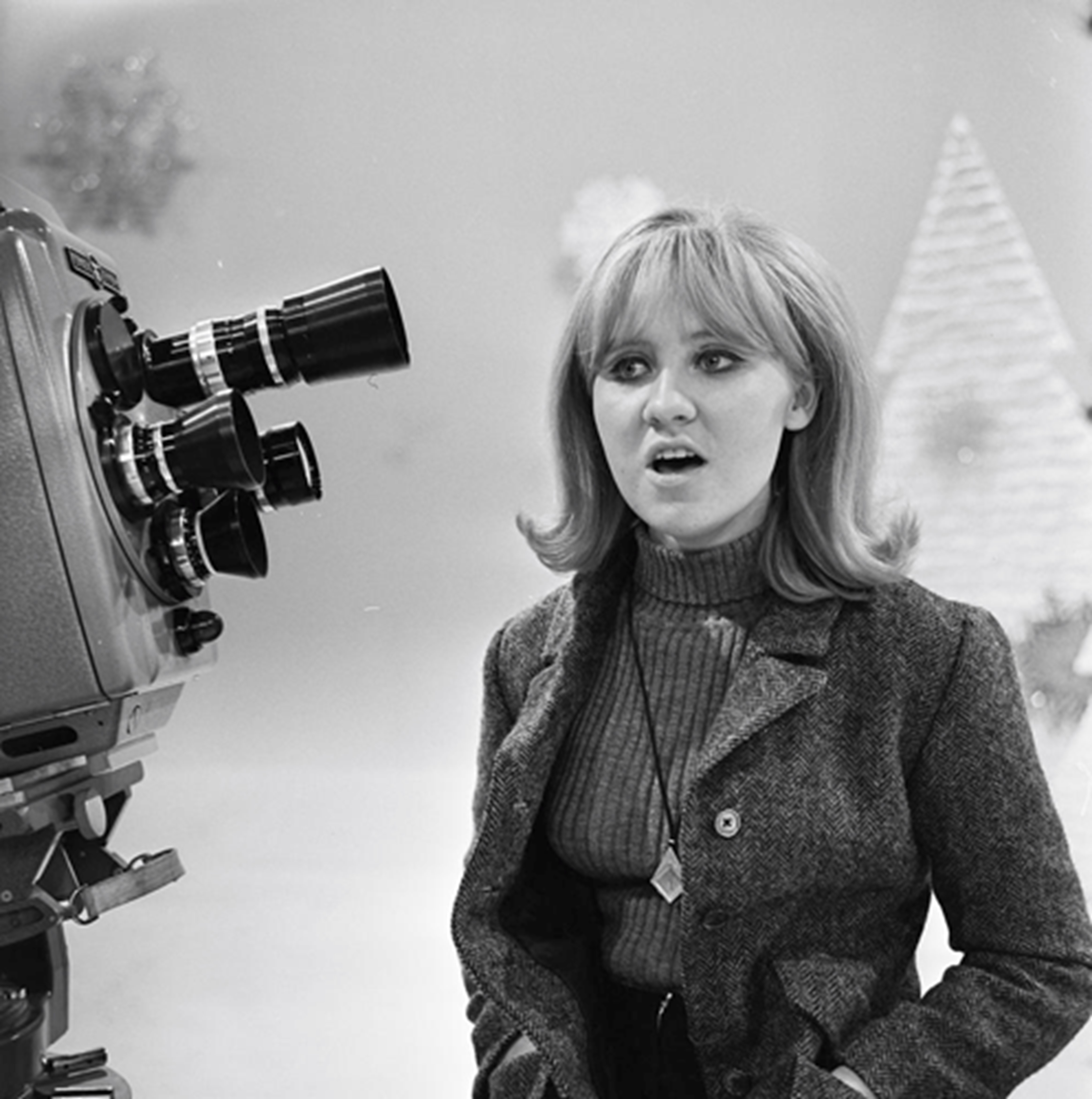
Lulu (* 1948)
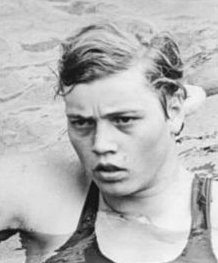
Roswitha Krause (* 1949)
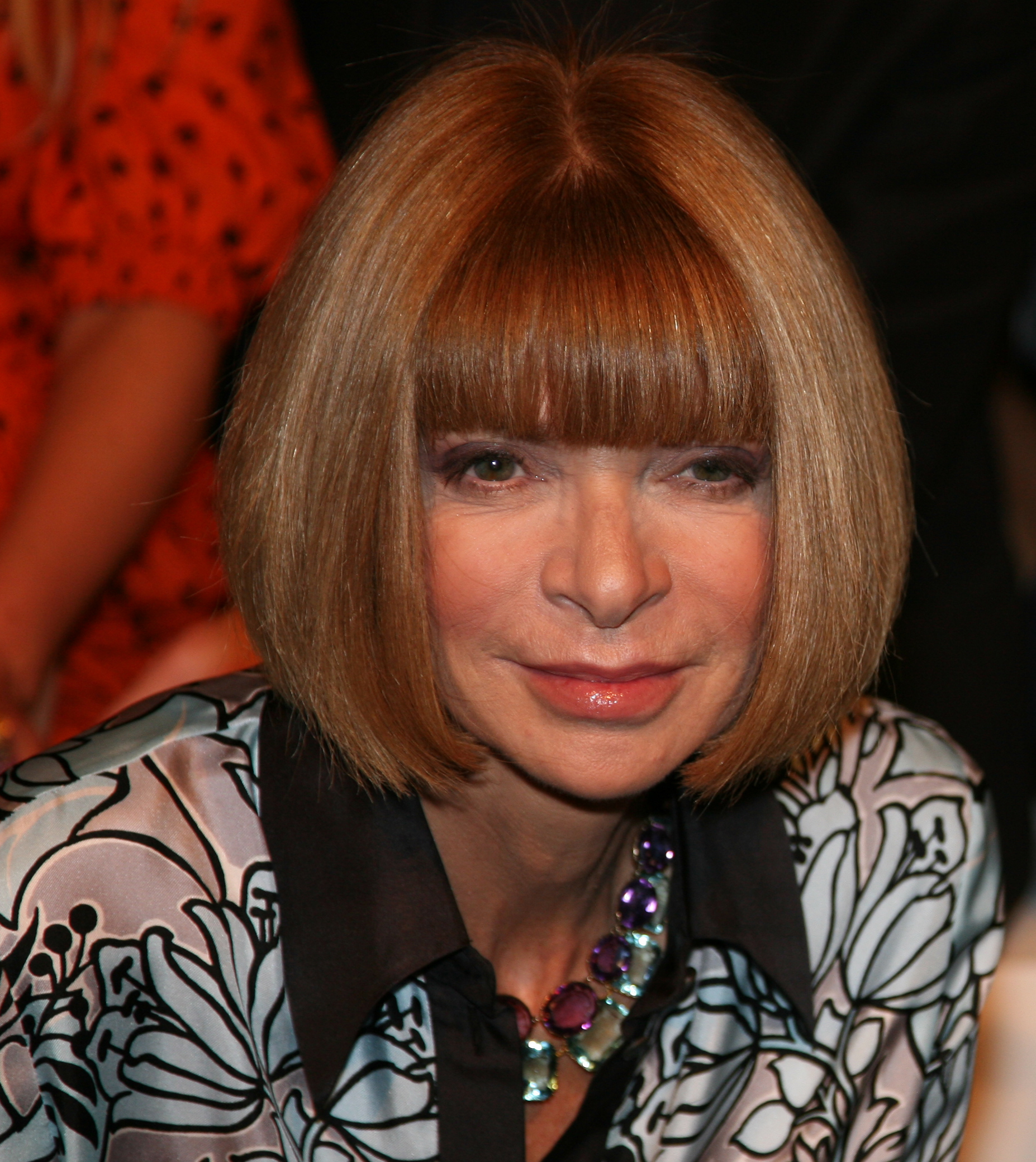
Anna Wintour (* 1949)

- 1926: Valdas Adamkus, litauischer Präsident
- 1926: Karl-Heinz Domdey, deutscher Wirtschaftswissenschaftler und Hochschullehrer
- 1926: Billy Mitchell, US-amerikanischer Jazz-Saxophonist
- 1926: Harri Otsa, estnischer Komponist
- 1927: Zbigniew Cybulski, polnischer Schauspieler
- 1928: Osamu Tezuka, japanischer Arzt und Mangazeichner
- 1929: Charles Antenen, Schweizer Fußballspieler
- 1929: Herbert Salcher, österreichischer Politiker, Bundesminister
- 1930: Harry Kurschat, deutscher Boxer
- 1930ː Ulrike Oelzner, deutsche Glaskünstlerin
- 1930: Brian Robinson, britischer Radrennfahrer
- 1930: Lois Smith, US-amerikanische Schauspielerin
- 1931: Yasuo Irisawa, japanischer Dichter
- 1931: Herbert Kesel, deutscher Ruderer
- 1932: John McNally, irischer Boxer
- 1933: John Barry, britischer Filmkomponist
- 1933: Jeremy Brett, britischer Schauspieler
- 1933: Michael Dukakis, US-amerikanischer Politiker, Gouverneur von Massachusetts
- 1933: Mildred McDaniel, US-amerikanische Hochspringerin, Olympiasiegerin
- 1933: Amartya Sen, indischer Wirtschaftswissenschaftler
- 1934: Raul Donazar Calvet, brasilianischer Fußballspieler
- 1934: Dieter Kursawe, deutscher Schauspieler und Synchronsprecher
- 1935: Gero Bisanz, deutscher Fußballtrainer
- 1935: Anthony Hampden Dickson, jamaikanisch-barbadischer Geistlicher
- 1936: Roy Emerson, australischer Tennisspieler
- 1936: Paula Marosi, ungarische Fechterin
- 1937: Rolf-Ernst Breuer, deutscher Bankmanager
- 1937: F. K. Waechter, deutscher Zeichner, Karikaturist und Schriftsteller
- 1938: Wolfgang Gerber, deutscher Jurist, Richter am Bundesgerichtshof
- 1938: Terrence McNally, US-amerikanischer Dramatiker
- 1939: Matthias Fuchs, deutscher Schauspieler
- 1940: Dieter Acker, deutscher Komponist
- 1940: Susi Schuster, deutsche Schlagersängerin
- 1941: Patrick Ignatius Gomes, guyanischer Diplomat
- 1941: Ueli Luginbühl, Schweizer Radrennfahrer und Schrittmacher
- 1942: Tadatoshi Akiba, japanischer Politiker
- 1942: Hans Meyer, deutscher Fußballspieler und -trainer
- 1943: Bernd Faulenbach, deutscher Historiker
- 1943: Bert Jansch, britischer Musiker, Sänger und Songschreiber
- 1944: Eva Renzi, deutsche Schauspielerin
- 1944: James Wofford, US-amerikanischer Vielseitigkeitsreiter
- 1945: Bernard Anselme, belgischer Politiker, Ministerpräsident von Wallonien
- 1945: Gerd Müller, deutscher Fußballspieler, Europa- und Weltmeister
- 1945: Nick Simper, britischer Musiker (Deep Purple)
- 1946: Reinhard Karl, deutscher Alpinist, Fotograf und Schriftsteller
- 1947: Jennifer Clack, britische Wirbeltier-Paläontologin
- 1947: Wolfgang Coy, deutscher Informatiker und Hochschullehrer
- 1947: Mieko Kanai, japanische Schriftstellerin
- 1948: Lulu, britische Sängerin
- 1948: Malcolm Dedman, englischer Komponist
- 1948: Rainer Zobel, deutscher Fußballspieler und -trainer
- 1949: Larry Holmes, US-amerikanischer Boxer, Weltmeister im Schwergewicht
- 1949: Roswitha Krause, deutsche Schwimmerin und Handballspielerin, Olympiamedaillengewinnerin
- 1949: Roswitha Quadflieg, deutsche Schriftstellerin und Buchgestalterin
- 1949: Anna Wintour, britische Journalistin, Chefredakteurin der US-amerikanischen Ausgabe der Vogue

#### 1951–1975

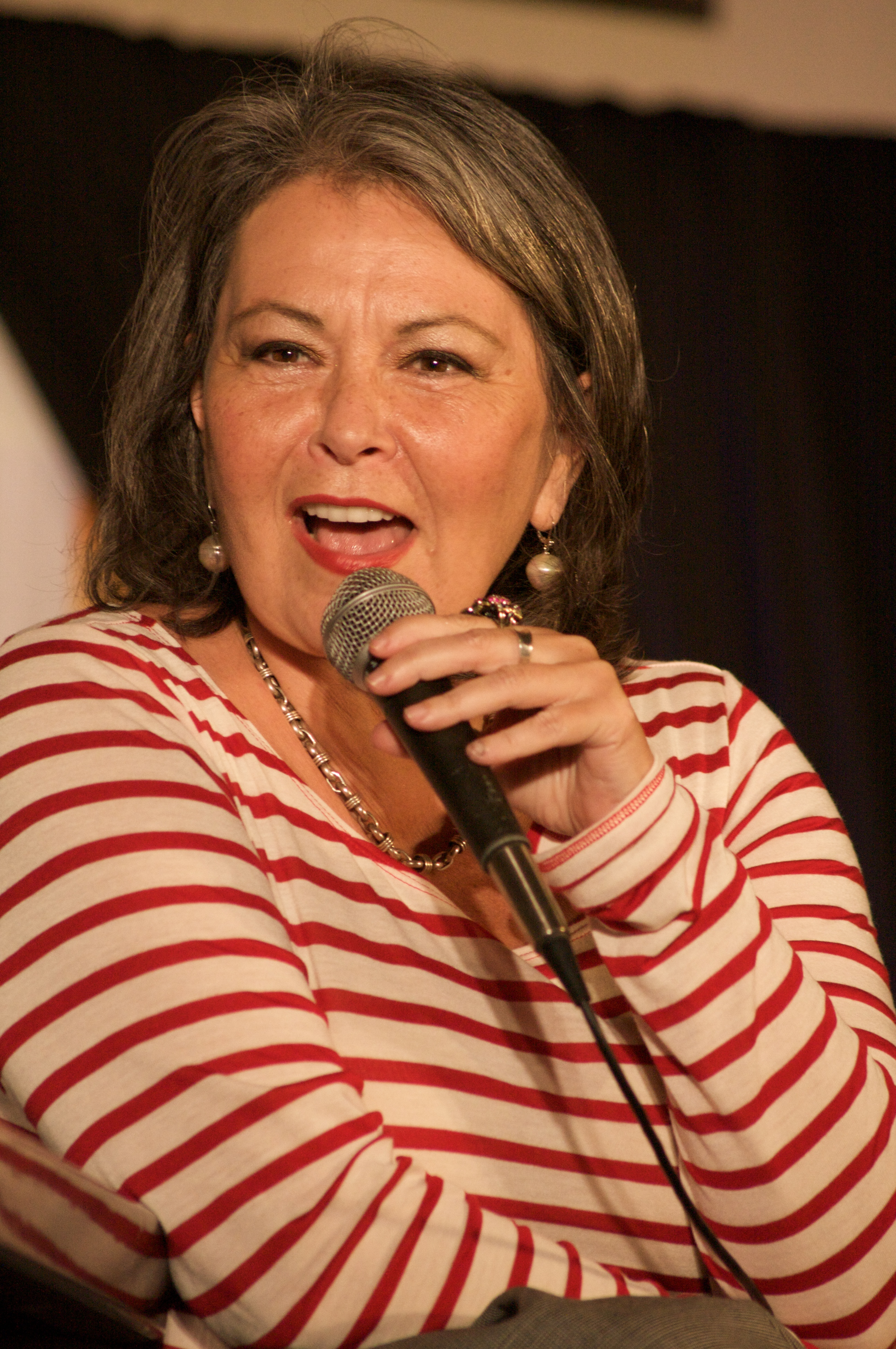
Roseanne Barr (* 1952)

- 1952: Roseanne Barr, US-amerikanische Schauspielerin
- 1952: Jim Cummings, US-amerikanischer Synchronsprecher
- 1952: Joachim Kaps, deutscher Schauspieler und Synchronsprecher
- 1953: Kate Capshaw, US-amerikanische Schauspielerin
- 1953: Jürgen Straub, deutscher Leichtathlet, Olympiamedaillengewinner
- 1954: Adam Ant, britischer Popsänger und Gitarrist
- 1955: Amy Antin, US-amerikanische Sängerin
- 1955: Vivian Dettbarn-Slaughter, US-amerikanische Komponistin, Musikpädagogin, Pianistin und Sängerin
- 1955: Eisi Gulp, deutscher Komiker, Kabarettist und Schauspieler
- 1955: Michel Renquin, belgischer Fußballspieler und -trainer
- 1956: Karl-Heinz Aul, deutscher Fußballspieler und -trainer
- 1956: René Gloor, Schweizer Leichtathlet
- 1957: Hartmut Andryczuk, deutscher Künstler, Autor und Verleger

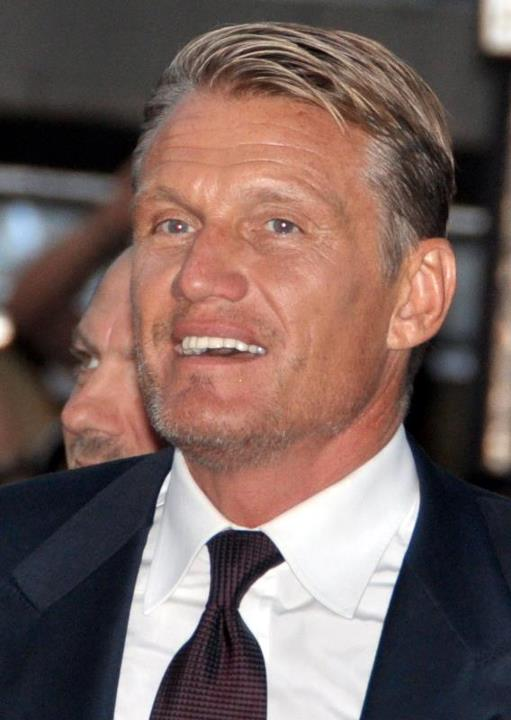
Dolph Lundgren (* 1957)

- 1957: Dolph Lundgren, schwedischer Schauspieler
- 1957: Ingolf Wiegert, deutscher Handballspieler
- 1959: Hal Hartley, US-amerikanischer Filmregisseur und Drehbuchautor
- 1959: Claus Lindner, deutscher Bildhauer
- 1961: David Armstrong-Jones, englischer Möbeldesigner und Unternehmer
- 1962: Franz Fischlin, Schweizer Journalist und Moderator
- 1962: Jiří Kyncl, tschechoslowakischer Eisschnellläufer
- 1962: Gabe Newell, US-amerikanischer Spieleentwickler und Unternehmer (Valve Corporation)
- 1962: Marilyn, britischer Sänger
- 1963: Martin Bramböck, österreichischer Hornist
- 1963: António Francisco Jaca, Bischof von Benguela
- 1965: Vito Avantario, deutscher Journalist und Autor
- 1965: Joe Foster, US-amerikanischer Automobilrennfahrer
- 1965: Alex Tobin, australischer Fußballspieler
- 1966: Caroline Beil, deutsche Fernsehmoderatorin und Schauspielerin
- 1966: Juliane Klein, deutsche Komponistin und Verlagsleiterin
- 1966: Daniel Schwerd, deutscher Politiker
- 1967: Birk Anders, deutscher Biathlet
- 1967: Roland Herrmann, Schweizer Schauspieler
- 1967: Karin Schubert, deutsche Fernsehmoderatorin
- 1967: Steven Wilson, britischer Musiker
- 1969: Fabio Babini, italienischer Automobilrennfahrer
- 1969: Ivonne Bloche, deutsche Medienmanagerin
- 1969: Armin Meier, Schweizer Radrennfahrer
- 1970: Dianne Ferreira-James, guyanische Fußballschiedsrichterin
- 1970: Roland Forthomme, belgischer Karambolagespieler
- 1970: Frank Gambalie, US-amerikanischer Basejumper
- 1970: Andrzej Juskowiak, polnischer Fußballspieler
- 1971: Juliane Bogner-Strauß, österreichische Politikerin
- 1971: Christian Dollberg, deutsch-argentinischer Fußballspieler
- 1971: Dirk Spaniel, deutscher Ingenieur und Politiker
- 1971: Dwight Yorke, trinidadischer Fußballspieler
- 1972: Hubertus Heil, deutscher Politiker
- 1972: Michael Hofmann, deutscher Fußballspieler
- 1973: Régis de Sá Moreira, brasilianisch-französischer Schriftsteller
- 1974: Tariq Abdul-Wahad, französischer Basketballspieler
- 1974: Benedict Akwuegbu, nigerianischer Fußballspieler

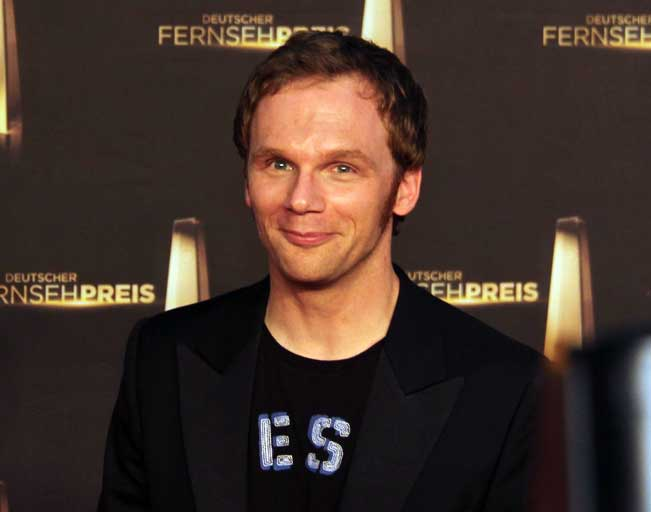
Ralf Schmitz (* 1974)

- 1974: Ralf Schmitz, deutscher Komiker und Schauspieler
- 1975: Grischa Niermann, deutscher Radfahrer

#### 1976–2000

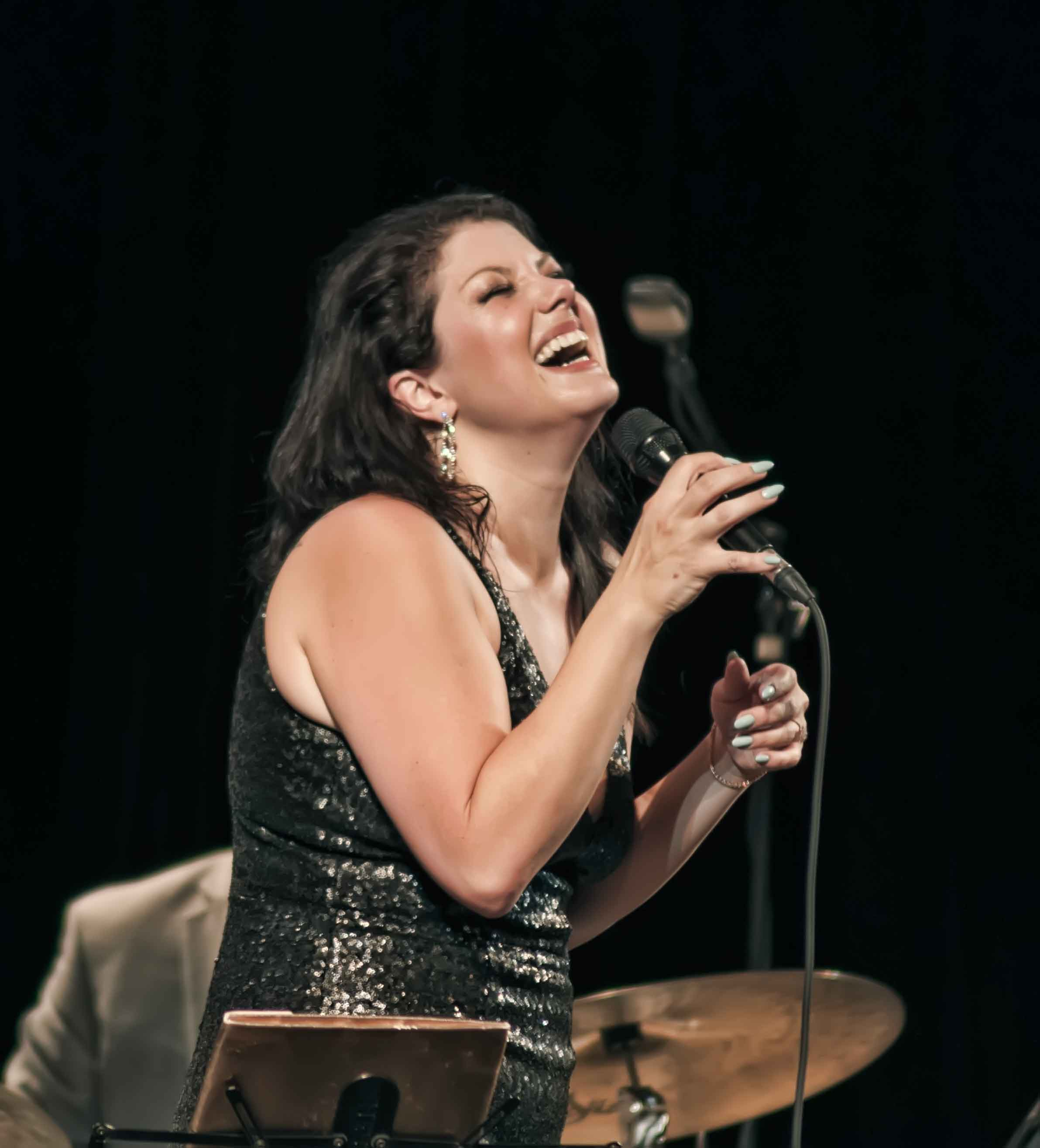
Jane Monheit (* 1977)

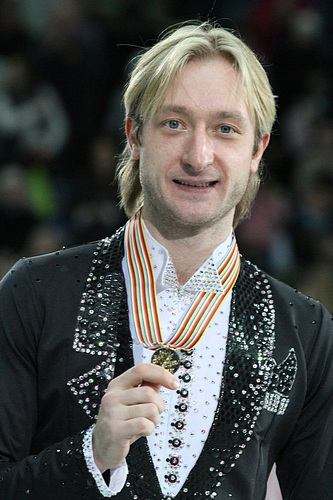
Jewgeni Pljuschtschenko (* 1982)

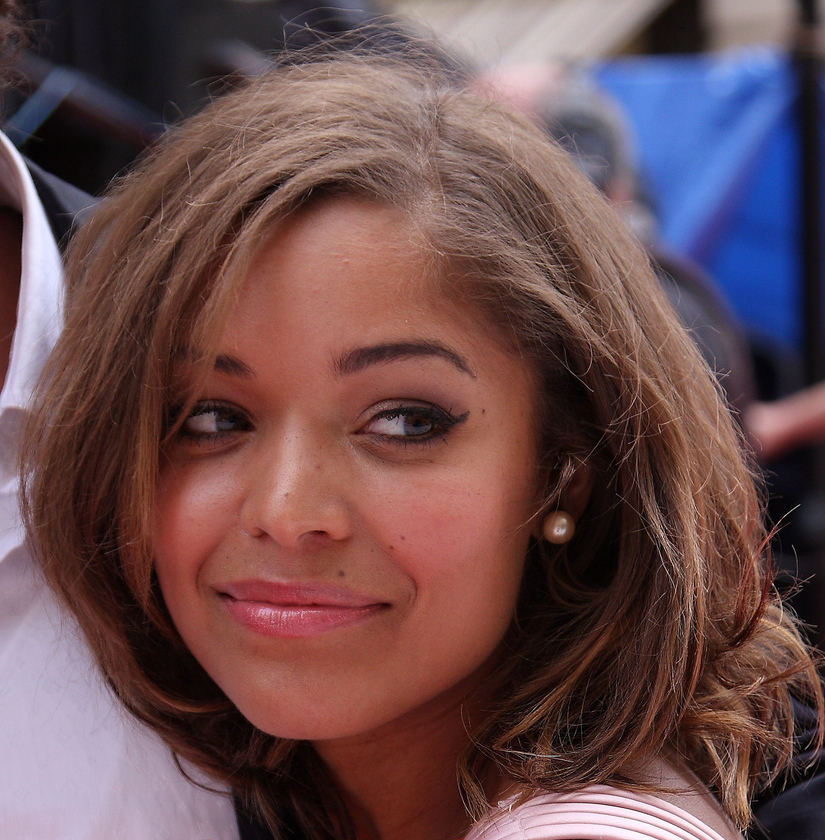
Antonia Thomas (* 1986)

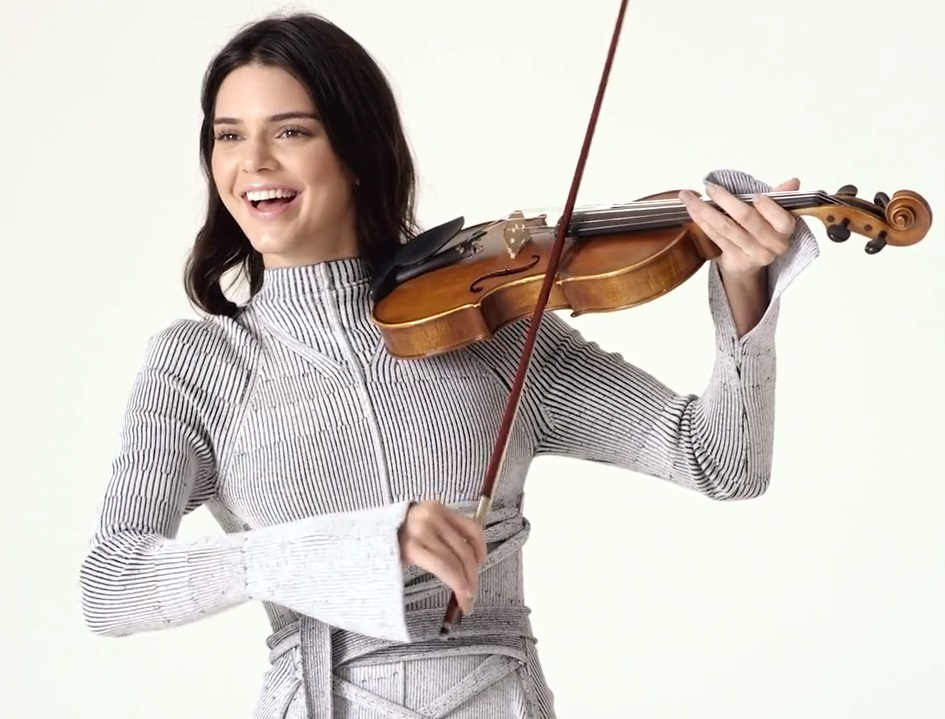
Kendall Jenner (* 1995)

- 1976: Guillermo Franco, mexikanisch-argentinischer Fußballspieler
- 1976: Andrea Laube, deutsche Juristin
- 1977: Kristoffer Arvhage, schwedischer Fußballspieler
- 1977: Michael Dahlmann, deutscher Fußballfunktionär
- 1977: Belén Fabra, spanische Schauspielerin
- 1977: Jane Monheit, US-amerikanische Jazz-Sängerin
- 1978: Anthony Kumpen, belgischer Automobilrennfahrer
- 1978: Tim McIlrath, US-amerikanischer Sänger und Gitarrist (Rise Against)
- 1978: Bernhard Piesk, deutscher Schauspieler und Musiker
- 1979: Rob Jones, englischer Fußballspieler
- 1979: Pablo Aimar, argentinischer Fußballspieler
- 1979: Alex Davison, australischer Automobilrennfahrer
- 1980: Matt Carkner, kanadischer Eishockeyspieler
- 1980: Kjell Landsberg, deutscher Handballspieler
- 1981: Jermaine Jones, deutsch-US-amerikanischer Fußballspieler
- 1981: Navina Omilade, deutsche Fußballspielerin
- 1981: Sten Pentus, estnischer Automobilrennfahrer
- 1982: Henrik Freischlader, deutscher Bluesgitarrist und -sänger
- 1982: Egemen Korkmaz, türkischer Fußballspieler
- 1982: Jewgeni Pljuschtschenko, russischer Eiskunstläufer
- 1983: Bo Hansen, deutscher Schauspieler
- 1983: Cho Yong-hyung, südkoreanischer Fußballspieler
- 1984: Mirko Anastasov, deutscher Basketballspieler
- 1984: Christian Bakkerud, dänischer Automobilrennfahrer
- 1984: Björn Buhrmester, deutscher Handballspieler
- 1984: Marc Speicher, deutscher Politiker, MdL
- 1985: Fabian Ammon, deutscher Fußballspieler
- 1985: Guido Landert, Schweizer Skispringer
- 1985: Philipp Tschauner, deutscher Fußballspieler
- 1986: Antonia Thomas, britische Schauspielerin
- 1987: Anton Baron, deutscher Wirtschaftsingenieur und Politiker
- 1987: Dennis Krause, deutscher Handballspieler
- 1987: Lukáš Lacko, slowakischer Tennisspieler
- 1987: Steffen Berg Løkkebø, norwegischer Handballspieler
- 1987: Marco Sau, italienischer Fußballspieler
- 1987: Christian Sturm-Willms, deutscher Koch
- 1987: Gemma Ward, australisches Supermodel
- 1988: Manuel António, angolanischer Leichtathlet
- 1988: Stefan Kutschke, deutscher Fußballspieler
- 1988: Angus McLaren, australischer Schauspieler
- 1988: Carlo Wittig, deutscher Handballspieler
- 1989: Manuel Andrade, mexikanischer Wrestler
- 1989: Joyce Jonathan, französische Sängerin und Songschreiberin
- 1992: Julius Biada, deutscher Fußballspieler
- 1994: Alberta Ampomah, ghanaische Gewichtheberin
- 1994: Tom Böttcher, deutscher Schauspieler
- 1995: Kendall Jenner, US-amerikanische Reality-TV-Teilnehmerin, Model und Autorin
- 1997: Diana Silvers, US-amerikanische Schauspielerin und Model
- 1998: Mikkel Bjerg, dänischer Radrennfahrer
- 1998: Laura Wallner, österreichische Freestyle-Skierin

### 21. Jahrhundert
- 2001: Shayden Morris, englischer Fußballspieler

## Gestorben

### Vor dem 16. Jahrhundert

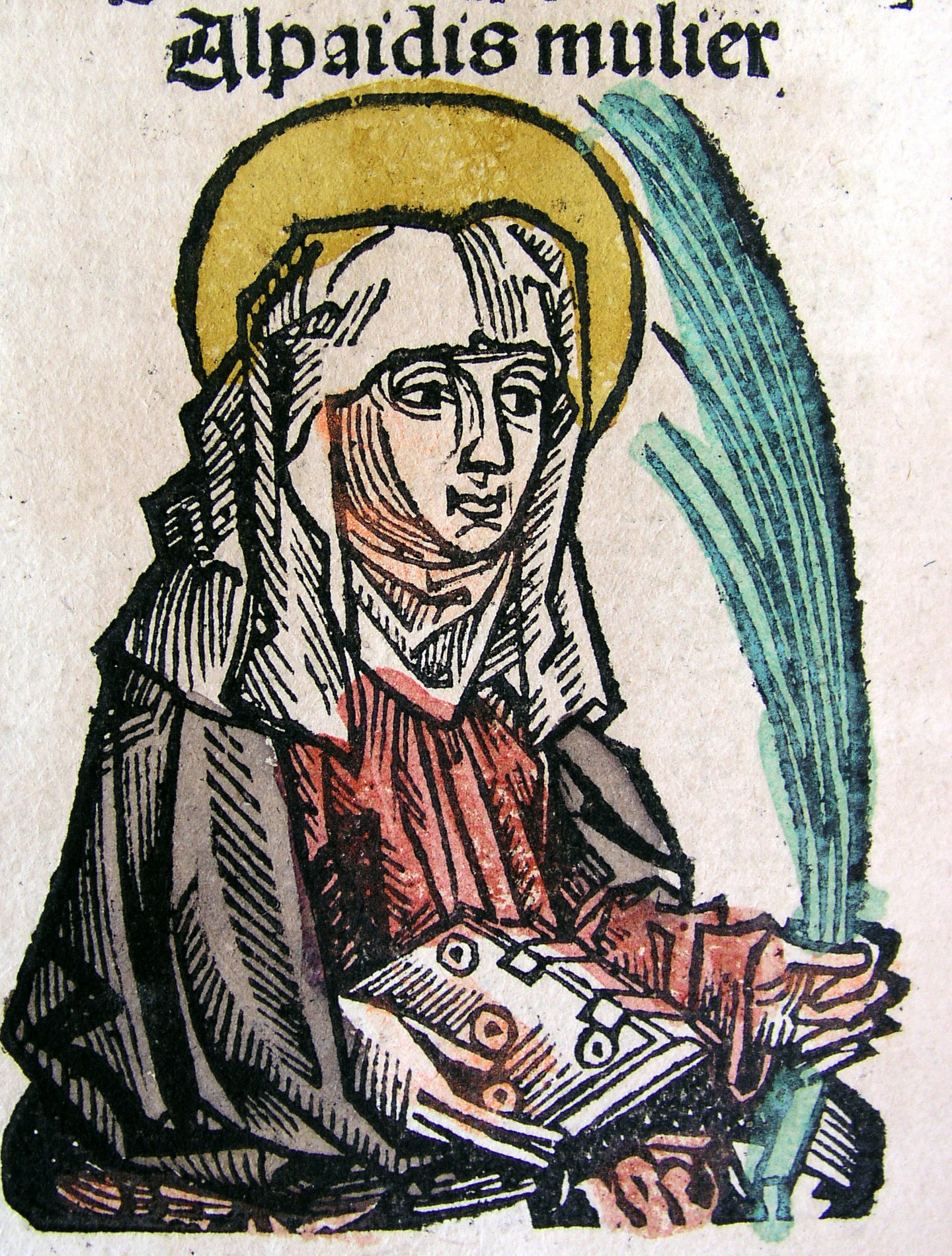
Alpais († 1211)

- 0361: Constantius II., römischer Kaiser
- 0644: ʿUmar ibn al-Chattāb, zweiter Kalif des Kalifenreichs
- 0753: Pirminius, deutscher Klostergründer und Heiliger
- 0782: Marian von Bardowick, fränkischer Missionar in Sachsen, Märtyrer und Heiliger der katholischen Kirche
- 0919: Waldbert, Bischof von Hildesheim
- 1021: As-Sulami, persischer Mystiker
- 1190: Diepold von Berg, Bischof von Passau und Teilnehmer des dritten Kreuzzugs
- 1207: Hartwig II. von Utlede, deutscher Erzbischof
- 1211: Alpais, französische Eremitin, Selige
- 1219: Saer de Quincy, 1. Earl of Winchester, englischer Magnat
- 1220: Adelheid II. von Büren, Äbtissin des Stiftes von Gernrode und Frose
- 1220: Urraca, portugiesische Königin
- 1231: Wladyslaw III., Herzog von Großpolen, Seniorherzog von Polen zu Krakau
- 1246: Robert of Bingham, Bischof von Salisbury
- 1254: Johannes III., byzantinischer Kaiser im Exil in Nicäa
- 1303: Elisabeth von Sizilien, Königin von Ungarn
- 1324: Petronilla de Meath, Dienstmagd, die als erste Frau in Irland als Hexe verbrannt wurde
- 1344: Adolf von der Mark, Fürstbischof von Lüttich
- 1345: Peter I., Graf von Dreux
- 1415: William Zouche, 4. Baron Zouche of Haryngworth, englischer Adeliger
- 1428: Thomas Montagu, englischer Feldherr im Hundertjährigen Krieg
- 1457: Ludwig II., Graf von Württemberg-Urach
- 1461: Sigismund I. von Volkersdorf, Erzbischof von Salzburg
- 1477: Richard Fowler, englischer Schatzkanzler

### 16. bis 18. Jahrhundert
- 1513: Augustin Olomoucký, böhmischer Humanist, Schriftsteller und Kunstsammler
- 1574: Georg von Venediger, deutscher lutherischer Theologe und Reformator
- 1577: Margareta von Brandenburg, Herzogin von Pommern und Fürstin von Anhalt
- 1584: Karl Borromäus, Erzbischof von Mailand, Kardinal, bedeutender Vertreter der Gegenreformation
- 1594: Christoph Stürgkh auf Plankenwarth, steiermärkischer Adeliger
- 1599: Heinrich Cramer von Clausbruch, Leipziger Großkaufmann und Fernhändler

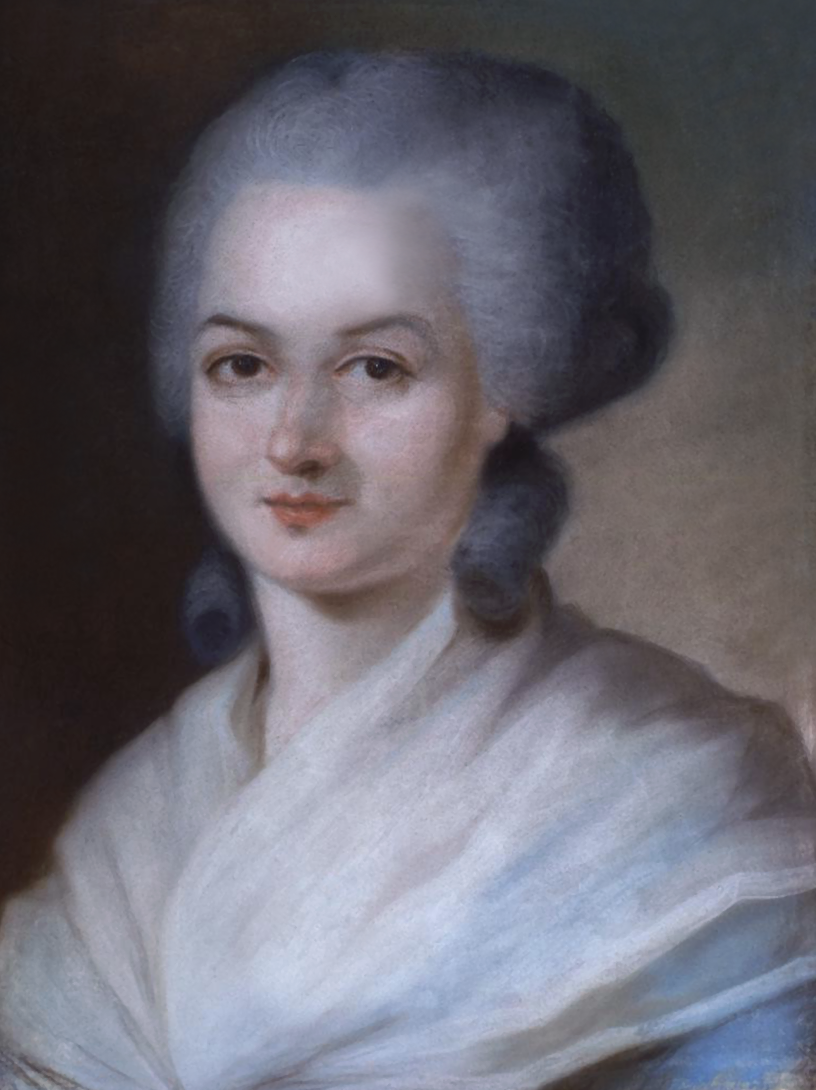
Olympe de Gouges († 1793)

- 1600: Richard Hooker, englischer anglikanischer Theologe
- 1611: Antonio Pérez, spanischer Staatsmann
- 1616: Agnes Hedwig von Anhalt, Kurfürstin von Sachsen und Herzogin von Schleswig-Holstein-Sonderburg-Plön
- 1637: Bartholomäus Battus, deutscher Theologe
- 1639: Martin de Porres, peruanischer Heiliger der Dominikaner
- 1643: Paul Guldin, Schweizer Astronom
- 1666: Ascanio Filomarino, Erzbischof von Neapel
- 1676: Köprülü Fâzıl Ahmed Pascha, Großwesir des Osmanischen Reiches
- 1684: Jeremias Lossius, deutscher Mediziner
- 1690: Jean-Baptiste Colbert, französischer Staatsmann
- 1693: Johann Bünting, deutscher Jurist, fürstlicher Hofrat und Gesandter
- 1702: Christian Friedrich von Kahlbutz, brandenburgischer Edelmann
- 1705: Laurentius Blumentrost, deutscher Mediziner und Leibarzt des russischen Zaren
- 1716: Johann Joseph Ignaz Loew von Erlsfeld, deutsch-böhmischer Jurist
- 1718: Karl Wilhelm, Fürst von Anhalt-Zerbst
- 1720: Frederik Dekkers, niederländischer Mediziner
- 1736: José de Patiño y Morales, spanischer Verwaltungsbeamter und Minister
- 1766: Thomas Abbt, deutscher Schriftsteller und Philosoph
- 1775: Juan José Pérez Hernández, spanischer Seefahrer und Entdecker
- 1778: Georg David Matthieu, deutscher Porträtmaler und Kupferstecher
- 1781: Jakob Emanuel Handmann, Schweizer Porträtmaler
- 1784: Matías de Gálvez y Gallardo, spanischer Kolonialverwalter und Vizekönig von Neuspanien
- 1784: Nicolas Guibal, französischer Maler
- 1786: Johann Karl Christoph Ferber, deutscher Hochschullehrer und Philosoph
- 1792: Johann Konrad Funtsch, deutscher Orgelbauer
- 1793: Olympe de Gouges, französische Schriftstellerin, Frauenrechtlerin und Revolutionärin
- 1794: François-Joachim de Pierre de Bernis, französischer Politiker, Kardinal und Schriftsteller

### 19. Jahrhundert
- 1806: José Clavijo y Fajardo, spanischer Publizist und Schriftsteller
- 1826: Christian Gottlieb Altenburg, deutscher Mediziner und Heimatforscher
- 1827: Robert Abercromby, britischer General
- 1832: John Leslie, britischer Physiker
- 1849: Karl Thomas zu Löwenstein-Wertheim-Rosenberg, österreichischer Offizier
- 1853: Juan Álvarez Mendizábal, spanischer Politiker und Ministerpräsident Spaniens

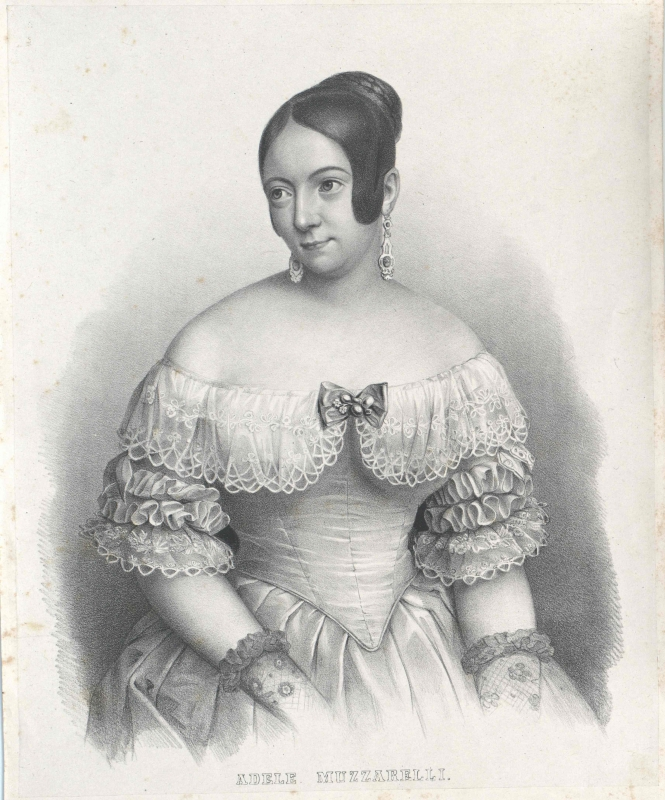
Adele Beckmann († 1885)

- 1855: François Rude, französischer Bildhauer
- 1859: Maximilian von Lerchenfeld-Köfering, deutscher Diplomat
- 1863: Carl Robert Croll, deutscher Maler
- 1866: Johann Jakob Aenishänslin, Schweizer Politiker
- 1869: Niklaus Kaiser, Schweizer Förster und Politiker
- 1873: Karl Waitz von Eschen, nordhessischer Rittergutsbesitzer und Mitglied des Preußischen Herrenhauses
- 1874: Ernst Achtung, deutscher Kaufmann
- 1875: Moritz von Aberle, deutscher Theologe
- 1882: Giovanni Battista Pioda, Schweizer Politiker
- 1885ː Adele Beckmann, Wiener Soubrette, Sängerin und Tänzerin
- 1887: Nicolaus Zink, deutsch-US-amerikanischer Zivilingenieur und Farmer
- 1890: Ulrich Ochsenbein, Schweizer Politiker
- 1891: Louis Lucien Bonaparte, französisch-italienischer Linguist, Romanist und Baskologe
- 1896: Eugen Baumann, deutscher Apotheker und Chemiker

### 20. Jahrhundert

#### 1901–1950
- 1902: William Adams, englischer Fußballspieler
- 1911: Norman Jay Colman, US-amerikanischer Politiker
- 1912: Anton von Perfall, deutscher Jagdschriftsteller

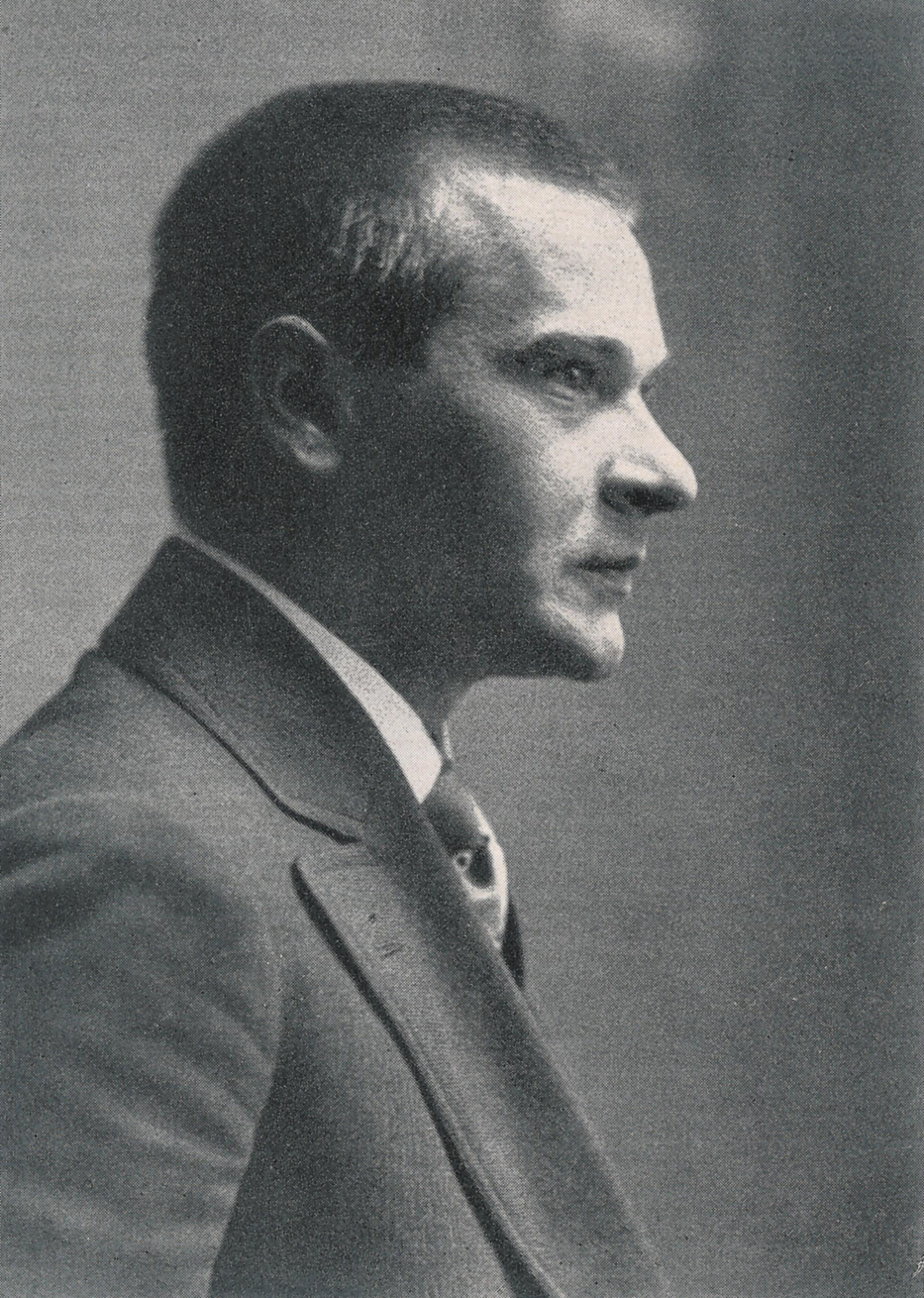
Georg Trakl († 1914)

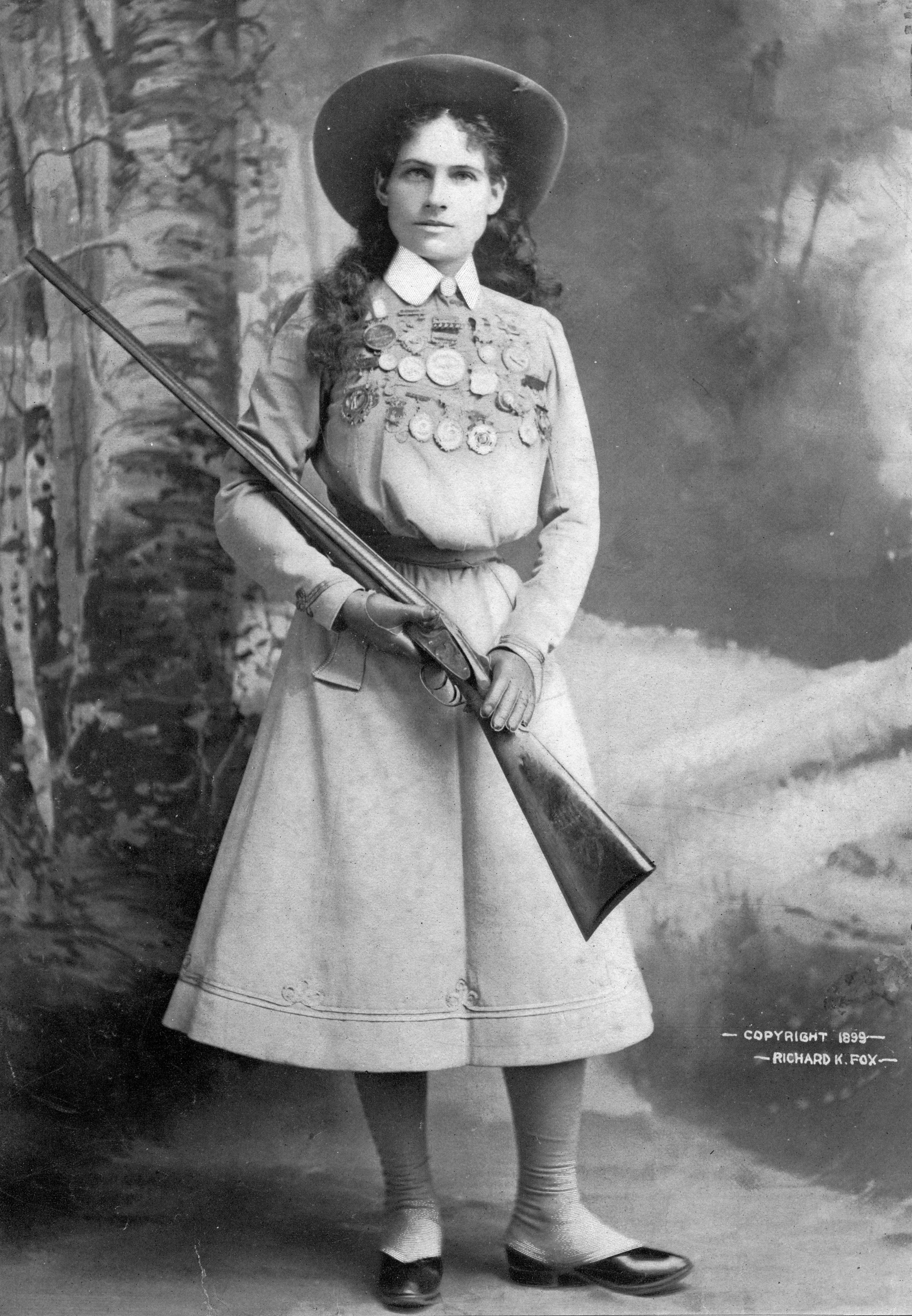
Annie Oakley († 1926)

- 1914: Georg Trakl, österreichischer Dichter des Expressionismus mit starken Einflüssen des Symbolismus
- 1917: Léon Bloy, französischer Schriftsteller
- 1922: Jacques Bizet, französischer Unternehmer und Schriftsteller
- 1926: Annie Oakley, US-amerikanische Kunstschützin
- 1929: Olav Aukrust, norwegischer Lyriker
- 1930: Rosalía Abreu, kubanische Tierzüchterin und Verhaltensforscherin
- 1940: Michael Krasznay-Krausz, ungarisch-österreichischer Komponist
- 1942: Carl Sternheim, deutscher Dramatiker
- 1945: Alessandro Longo, italienischer Komponist und Musikwissenschaftler
- 1949: Solomon R. Guggenheim, US-amerikanischer Industrieller

#### 1951–1975
- 1953: André Auffray, französischer Radrennfahrer
- 1954: Henri Matisse, französischer Maler
- 1955: Wolfgang Goetz, deutscher Schriftsteller
- 1956: August Winnig, deutscher Gewerkschafter und Schriftsteller
- 1957: Charles Brabin, US-amerikanischer Filmregisseur
- 1957: Wilhelm Reich, österreichisch-US-amerikanischer Psychoanalytiker und Orgontherapeut
- 1958: Markus Feldmann, Schweizer Politiker
- 1958: Harry Revel, britisch-US-amerikanischer Komponist und Pianist
- 1959: Hubert Franz Maria von Andlau-Homburg, elsässischer Adeliger, Gutsbesitzer und Politiker
- 1959: Friedrich Niggli, Schweizer Komponist und Musikpädagoge
- 1959: Walter Rothkegel, deutscher Bodenkundler und Taxwissenschaftler
- 1960: Bobby Wallace, US-amerikanischer Baseballspieler und -manager
- 1964: Carlo Guzzi, italienischer Unternehmer, Erfinder, Konstrukteur und Motorradhersteller, Mitgründer von Moto Guzzi
- 1965: Julia Serda, österreichische Schauspielerin
- 1966: Fritz Baumgarten, deutscher Autor und Illustrator
- 1967: Alexander Craig Aitken, neuseeländischer Mathematiker
- 1968: Adolf Abel, deutscher Architekt
- 1970: Alexei Berest, sowjetischer Offizier, hisste auf einem nachgestellten Bild die sowjetische Fahne auf dem Reichstag
- 1971: Hans Krüger, deutscher Politiker
- 1973: Marc Allégret, französischer Regisseur

#### 1976–2000
- 1976: Giuseppe Cavanna, italienischer Fußballspieler
- 1977: Victor Heerman, US-amerikanischer Regisseur und Drehbuchautor
- 1980: Ludwig Hohl, Schweizer Autor
- 1980: Schaggi Streuli, Schweizer Drehbuchautor, Kabarettist und Schauspieler
- 1981: Eraldo Monzeglio, italienischer Fußballspieler und -trainer
- 1981: Walt Szot, US-amerikanischer American-Football-Spieler
- 1983: Wolfgang Ecke, deutscher Schriftsteller
- 1983: May Picqueray, französische Widerstandskämpferin und Anarchistin
- 1984: Aldo Donati, italienischer Fußballspieler
- 1987: Wiggerl Kraus, deutscher Motorradrennfahrer
- 1988: Felipe Arriaga, mexikanischer Sänger und Schauspieler
- 1988: Helmuth Johannsen, deutscher Fußballtrainer
- 1990: Carlos Alberto Débole, argentinischer Dichter
- 1990: Nikolai Rakow, Komponist
- 1991: Teofilo Rossi di Montelera, italienischer Unternehmer, Bobsportler, Motorboot- und Automobilrennfahrer sowie Sportfunktionär
- 1992: Shirō Akabori, japanischer Chemiker und Hochschullehrer
- 1992: Vladas Mikėnas, litauischer Schachspieler
- 1993: Leon Theremin, russischer Physiker, Erfinder und Musiker, Wegbereiter der elektronischen Musik
- 1995: Bojan Adamič, slowenischer Komponist und Dirigent
- 1995: Werner Gräber, deutscher Fußballspieler
- 1995: Yun I-sang, koreanischer Komponist
- 1995: Wilhelm Kos, österreichischer Jurist und Politiker
- 1996: Abdullah Çatlı, türkischer Krimineller
- 1997: Gerhard Franke, deutscher Fußballspieler
- 1998: Helmuth Johannsen, deutscher Fußballtrainer
- 1998: Bob Kane, US-amerikanischer Comicautor und Schriftsteller
- 1998: Walter Wunderlich, österreichischer Mathematiker und Geometer
- 1999: Ian Bannen, schottischer Schauspieler
- 2000: Octavian Victor Groza, rumänischer Politiker

### 21. Jahrhundert

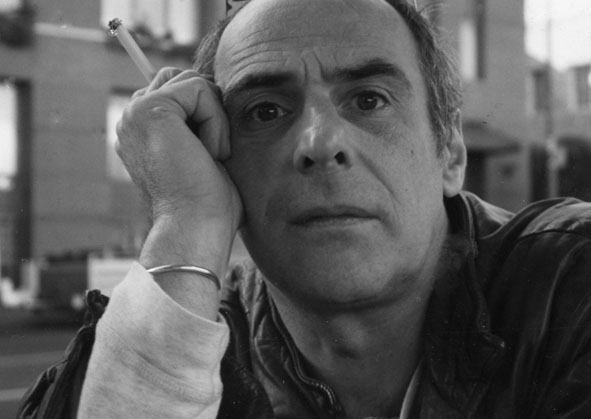
Thomas Brasch († 2001)

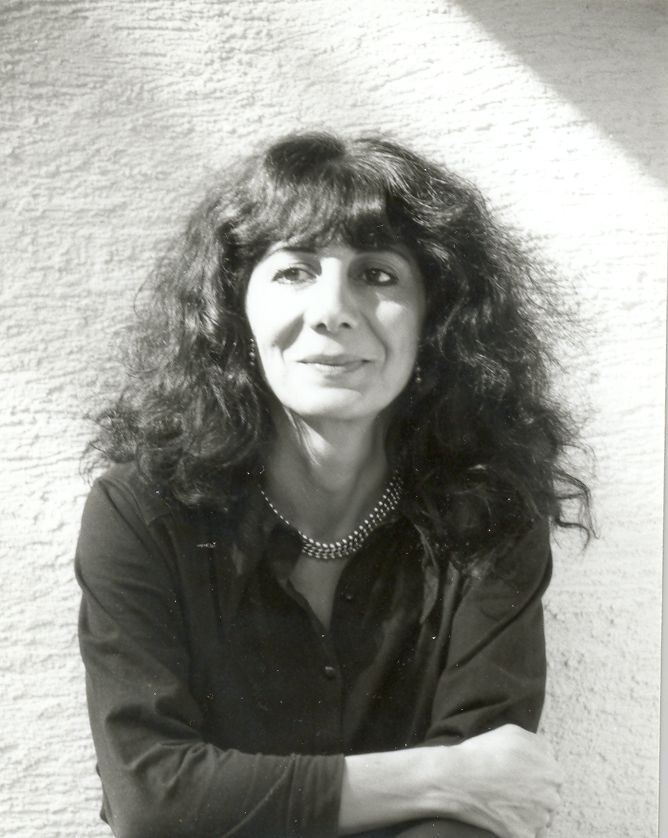
Farideh Akashe-Böhme († 2008)

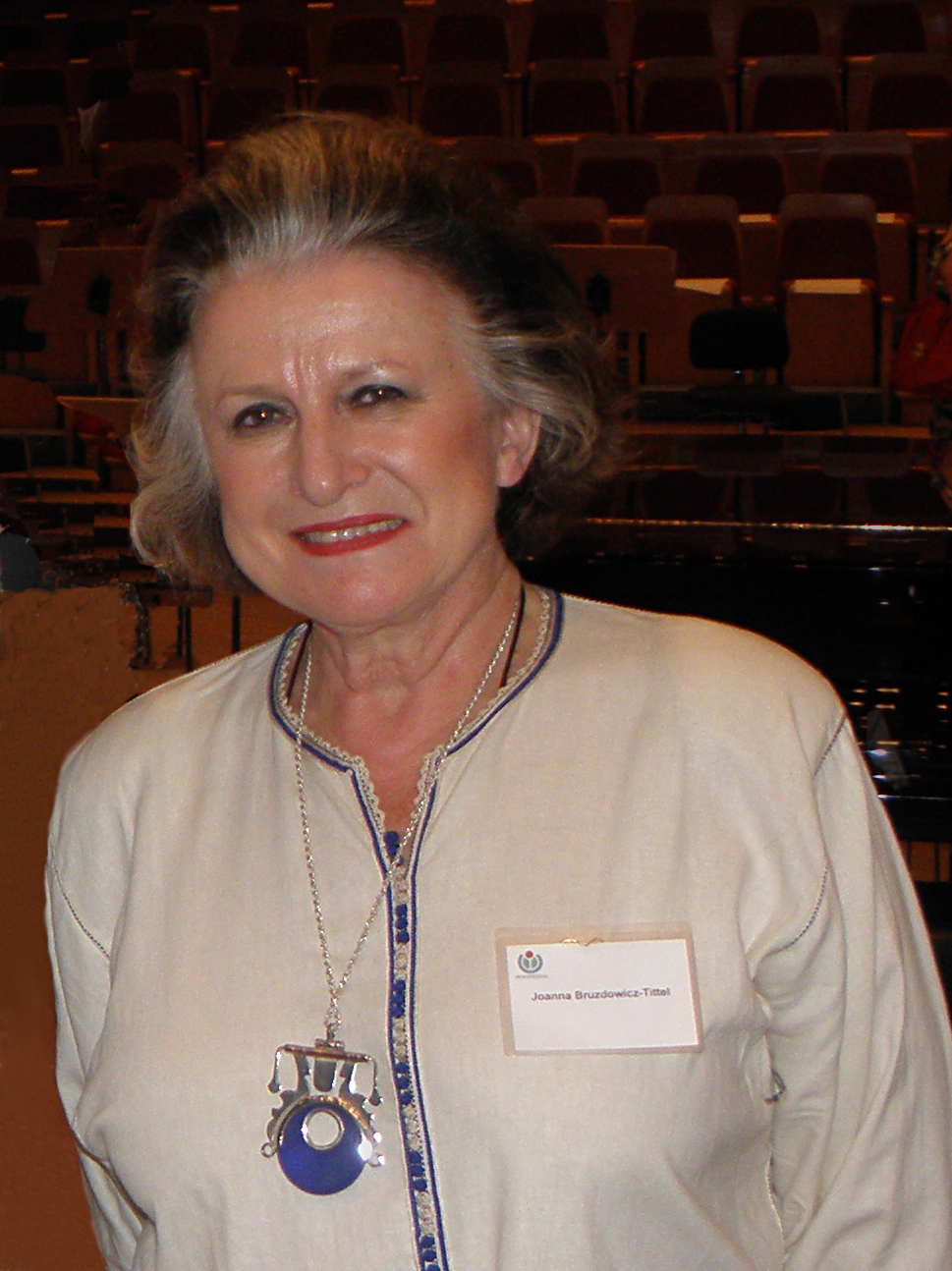
Joanna Bruzdowicz († 2021)

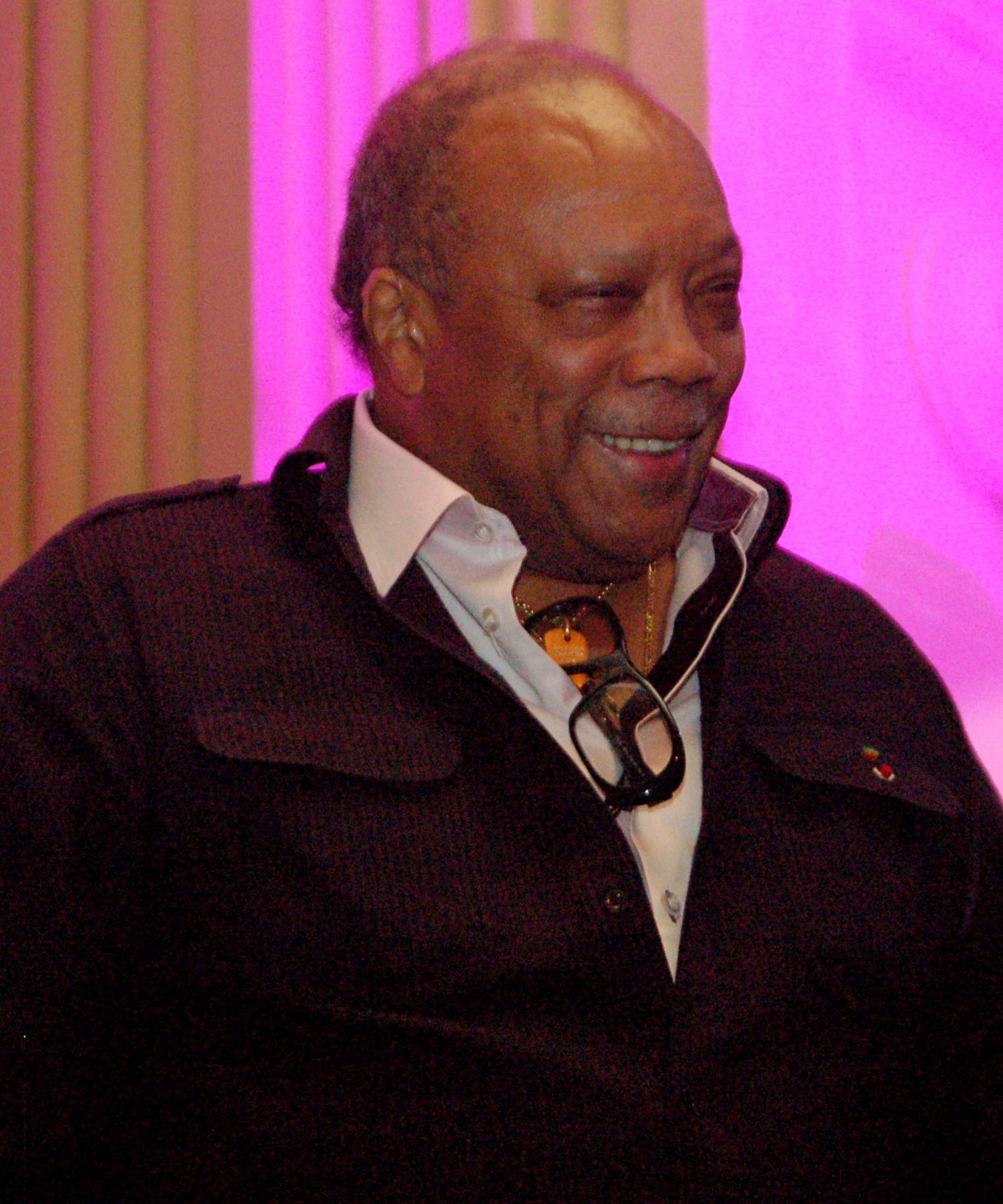
Quincy Jones († 2024)

- 2001: Thomas Brasch, deutscher Schriftsteller, Dramatiker und Lyriker
- 2001: Ernst Gombrich, britischer Kunsthistoriker
- 2001: William N. Weins, US-amerikanischer Maschinenbauingenieur, Metallurg und Hochschullehrer
- 2002: Ulrika Babiaková, slowakische Astronomin und Asteroidentdeckerin
- 2002: Lonnie Donegan, britischer Musiker
- 2002: Hildegard Grube-Loy, deutsche Aquarellmalerin
- 2003: Hans Otto Hahn, deutscher Theologe
- 2003: Axel Zerdick, deutscher Ökonom und Publizistikwissenschaftler
- 2004: Joe Bushkin, US-amerikanischer Jazzpianist
- 2004: Sergej Scholtok, lettischer Eishockeyspieler
- 2005: Aenne Burda, deutsche Verlegerin
- 2005: Hans Timmermann, deutscher Schauspieler und Autor
- 2007: Ryan Shay, US-amerikanischer Langstreckenläufer
- 2008: Farideh Akashe-Böhme, deutsch-iranische Autorin
- 2008: Alan Ford, US-amerikanischer Schwimmer
- 2009: Francisco Ayala, spanischer Schriftsteller und Soziologe
- 2010: Wiktor Stepanowitsch Tschernomyrdin, russischer Politiker
- 2011: Nikodimos Elias Abebe, äthiopischer Erzbischof
- 2011: Günther Bahr, österreichischer Hörfunkmoderator
- 2012: Hans Henrik Andersen, dänischer Atomphysiker
- 2012: Tommy Godwin, britischer Radrennfahrer
- 2014: Gordon Tullock, US-amerikanischer Wirtschaftswissenschaftler
- 2015: Ahmad Tschalabi, irakischer Politiker
- 2017: Odilo Lechner, deutscher Benediktinerabt
- 2017: Václav Riedlbauch, tschechischer Komponist
- 2019: Helmut Richter, deutscher Lyriker und Textdichter
- 2020: Charlotte Peter, Schweizer Historikerin, Journalistin und Autorin
- 2020: Justin Sonder, deutscher Holocaustüberlebender
- 2021: François Blank, Schweizer Eishockeyspieler
- 2021: Joanna Bruzdowicz, polnische Komponistin und Musikkritikerin
- 2021: Hermann Haverkamp, deutscher Wasserballspieler
- 2024: Quincy Jones, US-amerikanischer Musikproduzent und Komponist

## Feier- und Gedenktage
- Kirchliche Gedenktage
  - Hubertustag (römisch-katholisch, evangelisch)
  - Pirminius, westgotischer, iroschottischer oder romanischer Bischof, Glaubensbote am Oberrhein und Klostergründer (evangelisch, römisch-katholisch, orthodox)
  - Martín de Porres, peruanischer Ordensmann (römisch-katholisch, anglikanisch, evangelisch: ELCA)
- Namenstage
  - Hubert, Martin, Silvia, Winifred
- Staatliche Feier- und Gedenktage
  - Panama: Unabhängigkeit von Kolumbien (1903)
- Japan: Kultur Feiertag.
- Weitere Informationen zum Tag
  - Weltmännertag (seit 2000)

Weitere Einträge enthält die Liste von Gedenk- und Aktionstagen.